# Chiese della Comunità comprensoriale Val Pusteria
Questa voce include tutte le chiese cristiane situate entro i confini della comunità comprensoriale Val Pusteria, nella provincia autonoma di Bolzano. 
Gli edifici sono elencati in liste suddivise per comune; includono centoventi chiese consacrate (sebbene non tutte officiate regolarmente), a cui si aggiungono circa duecentoquaranta cappelle. Gli edifici di culto consacrati appartengono tutti alla confessione cattolica e fanno parte della diocesi di Bolzano-Bressanone.

## Comune di Badia
| Esterno                        | Interno | Nome                                               | Periodo storico                                       | Ubicazione                                      | Informazioni |
| ------------------------------ | ------- | -------------------------------------------------- | ----------------------------------------------------- | ----------------------------------------------- | --- |
|                                |         | Chiesa di San Cassiano                             | Fondata XVI secolo, edificio odierno XVIII secolo     | San Cassiano 46°34′15.53″N 11°55′56.6″E         | Fondata nel 1577-81 al posto di una cappella preesistente, questa chiesa andò distrutta in un incendio nel 1723. L'edificio attuale sorse quindi nel 1762-65, venendo poi ampliato nel 1844-45 e dotato di una cappella laterale nel 1979. |
|                                |         | Chiesa di Santa Croce                              | XV secolo                                             | Località La Crusc 46°36′51.5″N 11°56′17.98″E    | Chiesa santuario, meta di pellegrinaggio, venne costruita e consacrata nel 1484 (forse al posto di una cappella preesistente), con l'aggiunta del campanile nel Cinquecento. Un primo ampliamento si ebbe nella seconda metà del Seicento, e la chiesa rimase chiusa per effetto delle disposizioni giuseppine tra il 1778 e il 1839, dopodiché venne riconsacrata. Per via dell'alto numero di pellegrini, un corpo di fabbrica venne aggiunto a ovest nel 1851-52. |
|                                |         | Chiesa dei Santi Giacomo e Leonardo                | Documentata XII secolo, edificio odierno XVIII secolo | San Leonardo 46°36′39.06″N 11°54′01.26″E        | Parrocchiale. Una chiesa romanica sul sito esisteva probabilmente nel XII secolo; essa venne sostituita da una gotica, intitolata a san Giacomo, entro il 1347, ampliata nel 1478. La struttura venne interamente ricostruita, tranne che per il campanile, in stile rococò nel 1776-78 (copiando la chiesa parrocchiale di Götzens, in Austria). |
|                                |         | Santuario di San Giuseppe Freinademetz             | XX secolo                                             | Oies 46°36′14.26″N 11°54′30.59″E                | Chiesa-santuario, annessa a una casa del pellegrino, eretta nel 1994 dai Verbiti accanto alla casa natale di san Giuseppe Freinademetz. |
|                                |         | Chiesa di Santa Maria Assunta, o di Nostra Signora | Documentata XIV secolo, edificio odierno XVI secolo   | La Villa 46°34′53.98″N 11°53′49.31″E            | Parrocchiale. Un primo luogo di culto esisteva nel 1363; esso venne sostituito dalla chiesa attuale, consacrata nel 1516; il campanile venne ricostruito nel 1697 (era crollato sette anni prima), e l'aula venne ampliata nel 1888 e ancora nel 1953. |
| Cappelle                       |         |                                                    |                                                       |                                                 | |
|                                |         | Cappella di Sant'Antonio                           |                                                       | Pralongià 46°31′59.27″N 11°54′59.91″E           | |
|                                |         | Cappella di Lourdes                                |                                                       | La Villa 46°34′57.87″N 11°53′48.98″E            | 1890 circa. |
|                                |         | Cappella della Madonna, o di Santa Maria           | XX secolo                                             | Costadedoi 46°34′37.14″N 11°55′30.09″E          | Costruita nel 1901. |
|                                |         | Cappella della Madonna, o di Santa Maria           |                                                       | Plan 46°34′03.72″N 11°56′23.11″E                | |
|                                |         | Cappella della Madonna di Caravaggio               | XX secolo                                             | Pescol 46°37′27.14″N 11°52′34.51″E              | Costruita intorno al 1900 al posto di una cappella precedente. |
|                                |         |                                                    | XIX secolo                                            | Cianins 46°35′12.29″N 11°54′48.11″E             | Cappella di metà Ottocento. |
|                                |         |                                                    | XVIII secolo                                          | Paracia 46°36′00.08″N 11°53′38.8″E              | Cappella settecentesca. |
|                                |         |                                                    | XX secolo                                             | Località Villa Nöia 46°35′10.31″N 11°54′13.42″E | Cappella lignea del 1930 circa. |
|                                |         |                                                    |                                                       | Sul Lagazuoi 46°33′07.22″N 11°59′58.81″E        | Cappella presso la Scotonihütte, rinnovata nel 1917. |
| Chiese sconsacrate o scomparse |         |                                                    |                                                       |                                                 | |
|                                |         | Cappella del Monte degli Ulivi                     | XIX secolo                                            | Località Corcela 46°37′46.7″N 11°53′28.03″E     | Fondata nell'Ottocento, venne significativamente rimaneggiata nel 1960; è stata distrutta da una frana nel 2004. |

## Comune di Braies
| Esterno  | Interno | Nome                                                                            | Periodo storico                                    | Ubicazione                                                         | Informazioni |
| -------- | ------- | ------------------------------------------------------------------------------- | -------------------------------------------------- | ------------------------------------------------------------------ | --- |
|          |         | Chiesa del Redentore, o della Passione del Signore, o del Cristo della Passione | Fondata XVII secolo, edificio odierno XVIII secolo | Ferrara-Braies di Dentro 46°43′09.15″N 12°07′46.73″E               | Una prima cappella, edificata nel 1690, venne sostituita dalla chiesa attuale dopo il 1720 (consacrazione 1735), grazie alla donazione di tal Martin Außerdorfer.                                              |
|          |         | Chiesa di San Teobaldo                                                          | XVII secolo                                        | Bagni di Braies Vecchia 46°42′26.13″N 12°09′18.36″E                | Costruita nel 1692 e ampliata nel 1800 circa; un tempo popolare meta di pellegrinaggio, al 2012 risultava in stato di degrado.                                                                                 |
|          |         | Chiesa di San Vito                                                              | Fondata XIV secolo, edificio odierno XVI secolo    | San Vito 46°42′54.71″N 12°06′09.12″E                               | Parrocchiale. Una prima chiesa venne consacrata nel 1335; ad essa risalgono ancora i muri della navata e il campanile. Coro e volta della navata sono del 1500 circa, mentre la cima del campanile è del 1636. |
| Cappelle |         |                                                                                 |                                                    |                                                                    | |
|          |         | Cappella di Santa Maria, o della Madonna                                        | XX secolo                                          | Presso il lago di Braies 46°41′51.22″N 12°05′01.64″E               | Cappella di pertinenza dell'hotel Pragser Wildsee, costruita nel 1904 su progetto di Otto Schmid. |
|          |         | "Cappella Mooser"                                                               | XX secolo                                          | A nord di Ferrara 46°43′30.7″N 12°07′31.1″E                        | Costruita circa nel 1816. |
|          |         | Cappella "in der Säge"                                                          |                                                    | A est di Ferrara 46°43′16.26″N 12°08′23.39″E                       | |
|          |         |                                                                                 | XIX secolo                                         | Prato Piazza 46°39′13.59″N 12°10′46.5″E                            | Fine Ottocento. |
|          |         |                                                                                 |                                                    | A nord di Ferrara 46°43′28.28″N 12°07′58.72″E                      | Cappella di pertinenza del maso Hansler. |
|          |         |                                                                                 | XVIII secolo                                       | Località Hofstatt a nordest di Ferrara 46°43′26.78″N 12°08′25.97″E | Edificata nel 1708. |
|          |         |                                                                                 |                                                    | Località Maxbach 46°44′04.96″N 12°08′10.77″E                       | |
|          |         |                                                                                 | XVIII secolo                                       | Località Plung a sudest di Ferrara 46°43′03.22″N 12°08′32.55″E     | Cappella barocca settecentesca. |

## Comune di Brunico
| Esterno  | Interno | Nome                                               | Periodo storico                                       | Ubicazione                                                          | Informazioni |
| -------- | ------- | -------------------------------------------------- | ----------------------------------------------------- | ------------------------------------------------------------------- | --- |
|          |         | Chiesa di Santa Caterina "am Rain"                 | Fondata XIV secolo, edificio odierno XVII secolo      | Brunico 46°47′43.5″N 11°56′21.47″E                                  | Una prima cappella sul posto, intitolata al Santo Spirito e a san Giovanni, venne fondata da un tal Nikolaus Stuck (o Niklas der Stuck) verso il 1345; entro la seconda metà del Cinquecento acquisì l'intitolazione attuale. La chiesa venne quasi completamente riedificata in forme barocche nel 1675, rialzando anche il campanile, con la sostituzione delle cupole a seguito dell'incendio del 1724. |
|          |         | Chiesa di Santa Caterina                           | Fondata X-XII secolo, edificio odierno XIX secolo     | Villa Santa Caterina 46°48′52.99″N 11°56′48.46″E                    | Parrocchiale. Chiesa medievale esistente sicuramente a metà del 1100 e forse già nel X secolo, venne ricostruita in stile gotico intorno al 1360, e poi ristrutturata nel 1452. Le forme barocche derivano da un radicale intervento del 1835. |
|          |         | Chiesa di San Giacomo                              | Fondata XII-XIII secolo, edificio odierno XVII secolo | Teodone 46°48′09.1″N 11°57′00.91″E                                  | Parrocchiale. Costruita nel XII-XIII secolo, è però citata per la prima volta solo nel 1332. Venne riedificata in stile gotico tra il 1445 e il 1452, e poi parzialmente ricostruita nel 1643, con un ulteriore intervento sul campanile nel 1692; annessa alla chiesa tramite l'atrio si trova la cappella cimiteriale di due piani, risalente al 1450 circa. |
|          |         | Chiesa di San Giorgio                              | Documentata XI secolo, edificio odierno XV secolo     | San Giorgio 46°48′57.28″N 11°56′00.82″E                             | Vecchia parrocchiale del paese; di antichissima fondazione, fu chiesa matrice per la zona circostante fino al 1014. La chiesa romanica venne rimaneggiata in forme gotiche nel 1375, per poi raggiungere l'aspetto attuale con un altro intervento del 1470-83. |
|          |         | Chiesa di Santa Maria Assunta, o di Nostra Signora | Documentata XIII secolo, edificio odierno XIX secolo  | Brunico 46°47′39.64″N 11°56′34.96″E                                 | Parrocchiale. Citata nel 1334, venne costruita anche prima del 1251, data di fondazione della stessa città di Brunico. Ristrutturata e ampliata nel 1380-81, venne ricostruita in forme gotiche tra il 1489 e il 1517, ma andò in gran parte distrutta durante un incendio nel 1723. Una chiesa classicista venne quindi eretta nel 1788-89, venendo però sostituta dall'attuale neoromanica già nel 1851-53. |
|          |         | Chiesa di San Nicolò (o Nicola)                    | Documentata XIII secolo                               | Stegona 46°47′49.51″N 11°55′24.64″E                                 | Parrocchiale. Di una chiesa duecentesca, citata nel 1247, restano i muri della navata. L'abside venne rifatta nel Trecento, mentre la volta è cinquecentesca, e il campanile venne rialzato più volte nei secoli seguenti. |
|          |         | Chiesa dei Santi Pietro e Paolo Apostoli           | Documentata IX-XI secolo, edificio odierno XIX secolo | Riscone 46°46′37.05″N 11°57′01.22″E                                 | Parrocchiale. Una chiesa romanica, di cui restano ancora alcuni frammenti, è documentata nel 1080 circa, ma sono state trovate le fondamenta di una cappella più antica, forse del IX secolo. Allungata e dotata del campanile nel 1200 circa, e poi di abside e atrio nella seconda metà del secolo, venne in gran parte ricostruita in stile gotico verso il 1400, con l'aggiunta di una navata laterale cinquant'anni dopo e l'allungamento di entrambe le navate nel 1550 circa. Rimaneggiata in forme barocche nel 1786-87, la struttura venne infine completamente ricostruita in stile neoclassico nel 1814, campanile escluso (consacrazione 1819). Restaurata dopo un incendio tra il 1917 e il 1924, venne ulteriormente prolungata nel 1960-62. |
|          |         | Chiesa del Redentore                               | XV secolo                                             | Brunico 46°47′42.95″N 11°56′10.2″E                                  | Sul posto sorse una prima cappella nel 1410-11, intitolata alla Santa Trinità o al Salvatore e poi a san Nicolò; nel 1427 una nuova chiesa venne eretta sopra ad essa, rialzata di quattordici gradini e facente parte della cinta muraria cittadina. Nel 1741 venne incorporata nell'erigendo convento delle orsoline; dapprima rimaneggiata in forme barocche, venne poi ripristinata allo stile gotico nel 1880-81. |
|          |         | Chiesa dello Spirito Santo, o di Santo Spirito     | Fondata XIV secolo, edificio odierno XVIII secolo     | Brunico 46°47′47.15″N 11°56′25.17″E                                 | Chiesa di pertinenza dell'ex ospedale che sorge di fronte. Una prima struttura gotica sorse per volontà di tal Nikolaus Stuck nel 1358; essa venne abbattuta e ricostruita nel 1759-60. |
|          |         | Chiesa della Santissima Trinità                    | Fondata XVII secolo, edificio odierno XVIII secolo    | Brunico 46°47′50.07″N 11°56′26.94″E                                 | Chiesa del convento dei Cappuccini, costruita nel 1626-28 e riedificata a seguito di un incendio nel 1721. |
|          |         | Chiesa della Santissima Trinità                    | XX secolo                                             | San Giorgio                                                         | Parrocchiale. Costruita accanto alla vecchia chiesa dopo che questa venne chiusa nel 1979-83 per restauro e scavi archeologici, e consacrata nel 1991. |
| Cappelle |         |                                                    |                                                       |                                                                     | |
|          |         | Cappella della Madonna dell'Aiuto, o del Soccorso  | XIX secolo                                            | Località Rio 46°49′15.46″N 11°55′40.56″E                            | Costruita nel 1837. |
|          |         | Cappella dei Quattordici Santi Ausiliatori         |                                                       | Lungo la strada tra San Giorgio e Villa 46°49′02.16″N 11°56′31.52″E | |
|          |         | "Cappelletta Kappler"                              | XVII secolo                                           | A nordest di Riscone 46°46′55.46″N 11°57′12.95″E                    | Costruita nel 1681 e affrescata l'anno seguente. |
|          |         | "Cappelletta Schächer"                             |                                                       | Brunico 46°47′51.05″N 11°56′57.43″E                                 | |
|          |         |                                                    | XVII secolo                                           | Stegona 46°47′48.84″N 11°54′40.36″E                                 | Cappella barocca di pertinenza della residenza Breitenberger, costruita entro il 1680. |
|          |         |                                                    | XX secolo                                             | A nordest di Cornolatino 46°46′43.21″N 11°58′42.93″E                | Cappella di pertinenza del vicino maso Greiter, costruita verso il 1913. |
|          |         |                                                    | XVIII secolo                                          | Tra Santo Stefano e Riopratino 46°46′10.47″N 11°56′00.2″E           | Cappella settecentesca di pertinenza del maso Treyer. |
|          |         |                                                    | Citata XI secolo, edificio odierno XVII secolo        | A nord di Cornolatino 46°47′00.58″N 11°57′52.21″E                   | Cappella di Castel Lamberto; un primo luogo di culto è citato nel 1088: ingrandito nel Duecento, venne poi rifatto in forme barocche nel corso del Seicento. Fino alla prima guerra mondiale nella chiesa era anche venerata santa Kummernus (o Wilgefortis). |
|          |         |                                                    | XX secolo                                             | Brunico 46°47′35.99″N 11°56′16.26″E                                 | Cappella del cimitero militare austroungarico, consacrata nel 1915. |
|          |         |                                                    | XVI secolo                                            | San Giorgio 46°48′57.67″N 11°55′59.8″E                              | Cappella cimiteriale cinquecentesca. |
|          |         |                                                    | Documentata XVII secolo                               | Stegona 46°47′49.28″N 11°55′23.35″E                                 | Cappella cimiteriale a due piani. |
|          |         |                                                    | Documentata XV secolo                                 | Villa Santa Caterina 46°48′52.5″N 11°56′48.68″E                     | Cappella cimiteriale tardogotica a due piani, sicuramente esistente nel 1460. |

## Comune di Campo Tures
| Esterno  | Interno | Nome                                          | Periodo storico                                     | Ubicazione                                                                                          | Informazioni |
| -------- | ------- | --------------------------------------------- | --------------------------------------------------- | --------------------------------------------------------------------------------------------------- | --- |
|          |         | Chiesa di Sant'Anna                           | XVI secolo                                          | Acereto 46°55′32.76″N 11°58′40.5″E                                                                  | Parrocchiale. Costruita nel 1512 grazie alla donazione di tal Barbara von Fuchs; a metà Ottocento venne aggiunta la cantoria.                                                                                   |
|          |         | Chiesa dei Santi Caterina e Floriano          | Citata XIV secolo                                   | Molini di Tures 46°53′59.92″N 11°56′28.33″E                                                         | Citata nel 1389, all'epoca era intitolata alla sola santa Caterina; la navata laterale, dedicata a san Floriano, venne aggiunta nel 1510 circa, grazie all'offerta della nobildonna Barbara von Fuchs.          |
|          |         | Chiesa di Santa Maria Assunta, o dell'Assunta | Fondata IX secolo, edificio odierno XVI secolo      | Tures 46°54′37.93″N 11°56′56.86″E                                                                   | Parrocchiale. Fondata agli inizi del IX secolo, è però citata solo dal 1240. Nel 1381 venne aggiunta a lato la cappella Arnberg, e poi tra il 1503 e il 1527 la chiesa venne riedificata in forme tardogotiche. |
|          |         | Chiesa di San Maurizio                        | Fondata XV secolo                                   | Campo Tures 46°55′12.07″N 11°57′23.53″E                                                             | Fondata nella prima metà del Quattrocento, entro il 1443, data della prima citazione; la volta è cinquecentesca e la navata laterale è del 1679.                                                                |
|          |         | Chiesa di San Nicolò                          | Citata XIV secolo, edificio odierno XVI secolo      | Caminata di Tures 46°54′09.3″N 11°57′27.8″E                                                         | Citata nel 1396 (1296 secondo altre fonti), venne dotata dell'abside poligonale nel 1410 e poi rimaneggiata in forme gotiche verso il 1500; la volta dell'abside venne rifatta nel 1591.                        |
|          |         | Chiesa di Santa Valburga (o Valpurga)         | XV secolo                                           | Località isolata a sud di Caminata di Tures 46°53′28.4″N 11°57′38.42″E                              | Costruita sul sito di un castello, venne consacrata nel 1433 e voltata nel 1500 circa. |
|          |         | Chiesa di San Volfango                        | Citata XV secolo, edificio odierno XX secolo        | Riva di Tures 46°56′51.89″N 12°03′41.8″E                                                            | Parrocchiale. Citata dal 1418, venne ampliata a fine secolo e poi ancora nel tardo Seicento; è stata completamente ricostruita nel 1908-11, risparmiando solo il campanile.                                     |
| Cappelle |         |                                               |                                                     | | |
|          |         | Cappella della Santa Croce                    |                                                     | Campo Tures 46°55′21.8″N 11°56′59.02″E                                                              | |
|          |         | Cappella di San Francesco e Santa Chiara      |                                                     | Località isolata a est di Campo Tures 46°55′04.58″N 11°59′22.89″E                                   | Cappella sul sito dell'antico castel Toblburg. |
|          |         | Cappella di San Giovanni Nepomuceno           | XVIII secolo                                        | A sud di Cantuccio 46°54′33.22″N 11°58′00.28″E                                                      | Edificata nel 1731 da tal Candidus von Zeiller. |
|          |         | Cappella della Madonna di Lourdes             |                                                     | Riva di Tures 46°57′10.95″N 12°04′10.42″E                                                           | Cappella presso il maso Ebner. |
|          |         | Cappella (o chiesa) di San Michele            | Documentata XIII secolo, edificio odierno XV secolo | Tures 46°54′37.28″N 11°56′57.26″E                                                                   | Cappella cimiteriale a due piani, esistente già nel Duecento e rifatta nel Quattrocento. |
|          |         | Cappella di San Tommaso                       | XIX secolo                                          | Località isolata lungo la strada tra Molini di Tures e Selva dei Molini 46°53′34.22″N 11°54′44.67″E | Cappella di pertinenza della residenza Grüner, edificata nel 1884. |
|          |         | "Cappelletta Garber" (o Weisner)              |                                                     | Campo Tures 46°55′14.85″N 11°57′03.84″E                                                             | |
|          |         |                                               | XVII secolo                                         | A sudest di Riva di Tures 46°56′39.66″N 12°04′34.51″E                                               | Cappella presso il maso Auer, di origine seicentesca. |
|          |         |                                               | XX secolo                                           | Località Eppach 46°56′37.45″N 12°05′13.47″E                                                         | Cappella del maso Eppacher, edificata verso il 1930. |
|          |         |                                               |                                                     | Riva di Tures 46°57′10.91″N 12°03′55.52″E                                                           | Cappella di pertinenza del maso Oberpichler. |
|          |         |                                               | XIX secolo                                          | Poia di Sopra 46°56′26.66″N 11°57′04.28″E                                                           | Cappella di pertinenza del maso Rainer, eretta verso il 1870. |
|          |         |                                               |                                                     | A sudovest di Riva di Tures 46°55′50.08″N 12°02′09.06″E                                             | Cappella di pertinenza del maso Sager. |
|          |         |                                               |                                                     | Costa di Tures 46°55′50.38″N 11°56′11.53″E                                                          | |

## Comune di Chienes
| Esterno  | Interno | Nome                                                              | Periodo storico                                           | Ubicazione                                          | Informazioni |
| -------- | ------- | ----------------------------------------------------------------- | --------------------------------------------------------- | --------------------------------------------------- | --- |
|          |         | Chiesa di Santa Maria Addolorata, o di Nostra Signora "im Stöckl" | Documentata XV secolo, edificio odierno XVII-XVIII secolo | San Sigismondo 46°48′43.68″N 11°47′42.01″E          | Una prima cappella (o edicola votiva) è documentata nel Quattrocento, sostituita da un secondo edificio nel 1621, ampliato poi nel 1644. Anche questa venne demolita e ricostruita nel 1680, e poi ampliata nel 1765-66 raggiungendo l'aspetto attuale.                                    |
|          |         | Chiesa di Santa Maria Assunta                                     | Fondata XIV secolo, edificio odierno XVII secolo          | Casteldarne 46°47′51.66″N 11°50′09.96″E             | Parrocchiale. Una prima cappella gotica venne fondata nel 1370 dal nobile Stephan Küngl, sul colle del castello di Casteldarne; nel 1600 venne eretto il campanile, mentre la chiesetta originaria venne demolita e ricostruita nelle forme attuali tra il 1698 e il 1701.                 |
|          |         | Chiesa di San Martino                                             | XV secolo                                                 | Corti 46°49′13.89″N 11°49′55.21″E                   | Di una prima chiesetta romanica restano i muri della navata; volta, coro e campanile risalgono alla ristrutturazione gotica del 1473. |
|          |         | Chiesa dei Santi Pietro e Paolo                                   | Fondata pre-XI secolo, edificio odierno XIX secolo        | Chienes 46°48′33.34″N 11°50′33.72″E                 | Parrocchiale. Citata per la prima volta nel 1010 ma fondata prima del Millennio, è incorporata sin dal 1157 all'abbazia di Novacella. Rimaneggiata in forme tardogotica nel Quattrocento, venne completamente riedificata nel 1835-39, ad eccezione del campanile.                         |
|          |         | Chiesa di San Sigismondo, o dei Santi Sigimondo e Giacomo         | Citata XII secolo, edificio odierno XV secolo             | San Sigismondo 46°48′50.9″N 11°48′14.73″E           | Parrocchiale. Una chiesa romanica è documentata nel 1177; essa venne completamente sostituita da una gotica, citata nel 1363 e poi riedificata interamente tra il 1449 e il 1489, risparmiando il campanile; la cappella laterale è del 1513, e sorge sul sedime della chiesa trecentesca. |
|          |         | Chiesa di Sant'Udalrico (o Ulrico)                                | Citata XIV secolo, edificio odierno XV secolo             | Ilistra 46°48′25.37″N 11°48′00.51″E                 | Edificata nel 1491 al posto di una chiesa precedente, romanica ma citata solo dal 1348. |
| Cappelle |         |                                                                   |                                                           |                                                     | |
|          |         | Cappella di Santa Maddalena                                       |                                                           | Casteldarne 46°47′52.44″N 11°50′08.98″E             | Cappella cimiteriale. |
|          |         |                                                                   |                                                           | A sudest di Casteldarne 46°47′09.65″N 11°51′09.24″E | Cappella di pertinenza del maso Brand. |
|          |         |                                                                   | XIX secolo                                                | Località Aschbach 46°49′40.65″N 11°49′41.61″E       | Cappella di pertinenza del maso Briggler, eretta nel 1882. |
|          |         |                                                                   | XIX secolo                                                | Chienes 46°48′27.79″N 11°49′53.68″E                 | Cappella di pertinenza del maso Gerstl, costruita verso il 1800; il 31 agosto 2023 la struttura è stata spostata con una gru per accomodare il tracciato della nuova tangenziale. |
|          |         |                                                                   |                                                           | Chienes 46°48′21.27″N 11°50′11.13″E                 | Cappella di pertinenza del maso Kaltenhauser. |
|          |         |                                                                   | XIX secolo                                                | Kelder 46°48′29.91″N 11°48′36.81″E                  | Cappella presso il maso Rastbichler, edificata nel 1802. |

## Comune di Corvara in Badia
| Esterno | Interno | Nome                           | Periodo storico                               | Ubicazione                                   | Informazioni |
| ------- | ------- | ------------------------------ | --------------------------------------------- | -------------------------------------------- | --- |
|         |         | Chiesa di Santa Caterina       | Citata XIV secolo, edificio odierno XV secolo | Corvara in Badia 46°32′47.41″N 11°52′36.87″E | Vecchia parrocchiale di Corvara; citata per la prima volta nel 1347, venne ampliata più volte nel Quattro e Cinquecento (consacrazioni 1452 e 1501). |
|         |         | Chiesa del Sacro Cuore di Gesù | XX secolo                                     | Corvara in Badia 46°32′54.77″N 11°52′26.94″E | Parrocchiale. Costruita nel 1959 per sostituire la chiesa di Santa Caterina, divenuta troppo piccola per le esigenze della popolazione. |
|         |         | Chiesa di San Vigilio          | XV secolo                                     | Colfosco 46°33′15.6″N 11°51′17.27″E          | Parrocchiale. Una prima cappella a Colfosco venne consacrata nel 1419; essa divenne filiale della chiesa di Corvara (mentre, fino a quel momento, i fedeli di Colfosco avevano fatto riferimento alla ben più lontana parrocchia di Laion). Nel 1626 venne aggiunto il coro, e la navata venne allungata verso ovest nel 1869. |

## Comune di Dobbiaco
| Esterno  | Interno | Nome                                                               | Periodo storico                                    | Ubicazione                                                          | Informazioni |
| -------- | ------- | ------------------------------------------------------------------ | -------------------------------------------------- | ------------------------------------------------------------------- | --- |
|          |         | Chiesa di San Giovanni Battista                                    | Fondata IX-X secolo, edificio odierno XVIII secolo | Dobbiaco 46°44′07.66″N 12°13′26.61″E                                | Parrocchiale. Fondata nel IX-X secolo e parrocchiale già dal Millennio (è citata come tale nel 1225), venne totalmente ricostruita dopo un incendio del 1496-97; più volte ampliata e rimaneggiata, venne infine nuovamente riedificata nel 1764-1774, con l'aggiunta del campanile indipendente nel 1798-1804. |
|          |         | Chiesa (o cappella) di San Giuseppe, o del Santo Sepolcro          | XVI secolo                                         | Dobbiaco 46°43′48.31″N 12°13′56.36″E                                | Chiesetta circolare, edificata nel 1519 assieme a cinque edicole di un calvario; all'interno contiene una riproduzione del Santo Sepolcro. |
|          |         | Chiesa di Santa Maria Addolorata, o santuario della Mater Dolorosa | Citata XIII secolo, edificio odierno XV secolo     | Santa Maria 46°44′39″N 12°12′15.94″E                                | Una chiesa romanica sul posto è documentata nel 1266. Meta di pellegrinaggio, venne trasformata in un santuario tardogotico nel 1470-75, poi ulteriormente prolungato verso ovest nel 1730. |
|          |         | Chiesa di San Nicolò                                               | Fondata XIII secolo, edificio odierno XVI secolo   | Valle San Silvestro 46°44′46.03″N 12°14′01.49″E                     | Parrocchiale. Una prima chiesa sorse nel Duecento, della quale restano il campanile e le mura della navata. Coro e volte risalgono ad una ricostruzione del 1512. |
|          |         | Chiesa di San Pietro in Monte                                      | Fondata pre-IX secolo                              | Posizione isolata a nord di Santa Maria 46°44′52.27″N 12°12′18.31″E | Documentata dal 1329, si ritiene però che sia sorta in epoca altomedievale, prima dell'800, probabilmente al posto di un luogo di culto pagano. Chiusa per via delle disposizioni giuseppine nel 1786 e quindi caduta in rovina, è stata restaurata e parzialmente ricostruita nel 1984-85.                     |
| Cappelle |         |                                                                    |                                                    |                                                                     | |
|          |         | Cappella dell'Addolorata, o cappella "in der Säge"                 | XX secolo                                          | Località Seghe a sud di Dobbiaco 46°42′53.54″N 12°13′19.34″E        | Costruita nel 1912-13. |
|          |         | Cappella dell'Assunta                                              | XVIII secolo                                       | Località Fienili/Stadlern 46°45′13.29″N 12°13′49.75″E               | Cappella settecentesca. |
|          |         | Cappella della Madonna del Soccorso                                | XVIII secolo                                       | Monterota 46°44′50.36″N 12°13′04.57″E                               | Edificata nel 1732. |
|          |         | Cappella di Santa Maria                                            |                                                    | Località Franadega 46°45′41.83″N 12°14′04.32″E                      | |
|          |         | Cappella della Passione di Cristo                                  |                                                    | Valle San Silvestro 46°44′32.64″N 12°13′42.9″E                      | |
|          |         | Cappella dei Santi Pietro e Paolo                                  |                                                    | Melate 46°44′56.75″N 12°11′44.31″E                                  | |
|          |         | Cappella della Sacra Famiglia                                      | XVIII secolo                                       | Località Franadega 46°45′49.95″N 12°13′51.64″E                      | Costruita intorno al 1765. |
|          |         | Cappella "in der Gratsch"                                          | XVIII secolo                                       | Località Gratsch/Grazze 46°43′51.47″N 12°12′16.4″E                  | Documentata al 1760 circa (datazione delle decorazioni a stucco). |
|          |         |                                                                    | XVIII secolo                                       | Località Candelle 46°45′41.97″N 12°15′04.81″E                       | Cappella risalente al 1749. |
|          |         |                                                                    | XVIII secolo                                       | Località Landro 46°38′30.99″N 12°13′55.57″E                         | Cappella costruita intorno al 1722; faceva parte del complesso alberghiero di Landro, andato distrutto durante la prima guerra mondiale. |
|          |         |                                                                    | XVII secolo                                        | Valle San Silvestro 46°44′45.91″N 12°14′00.75″E                     | Cappella cimiteriale seicentesca. |
|          |         |                                                                    |                                                    | Costanosellari 46°44′04.92″N 12°15′37″E                             | Cappella del maso Anderter. |
|          |         |                                                                    |                                                    | Costanosellari 46°43′59.87″N 12°15′20.56″E                          | Cappella del maso Mittelfeichter. |

## Comune di Falzes
| Esterno  | Interno | Nome                                                         | Periodo storico                                            | Ubicazione                                                      | Informazioni |
| -------- | ------- | ------------------------------------------------------------ | ---------------------------------------------------------- | --------------------------------------------------------------- | --- |
|          |         | Chiesa di San Ciriaco                                        | Documentata XII secolo, edificio odierno XIX secolo        | Falzes 46°48′44.24″N 11°53′00.31″E                              | Parrocchiale. Documentata nel 1160, venne sostituita nel Quattrocento da una chiesa gotica; di questa rimangono il campanile e l'abside, mentre la navata è stata ricostruita in stile barocco nel 1851. |
|          |         | Chiesa di San Giovanni Battista                              | Citata XIV secolo, edificio odierno XVI secolo             | Località Hasenried o Haselried 46°49′05.73″N 11°51′24.75″E      | Citata per la prima volta nel 1346, è stata ricostruita intorno al 1500. |
|          |         | Chiesa di San Nicolò                                         | Documentata XII/XIV secolo, edificio odierno XV/XVI secolo | Issengo 46°48′54.24″N 11°51′45.6″E                              | Secondo alcune fonti, un primo edificio trecentesco, di cui restano le mura della navata, venne quasi totalmente ricostruito tra il 1459 e il 1471; altre invece datano la chiesa primigenia al XII secolo, e quella attuale al 1519. In qualsiasi caso, l'edificio venne rimaneggiato in forme barocche nel Settecento. |
|          |         | Chiesa di San Valentino                                      | XV-XVI secolo                                              | Falzes 46°48′32.8″N 11°53′34.56″E                               | La chiesa originale, consacrata ne1 1434, venne quasi totalmente ricostruita a fine secolo o, secondo altre fonti, nel corso del Cinquecento, reimpiegando le mura della navata. |
| Cappelle |         |                                                              |                                                            |                                                                 | |
|          |         | Cappella della fonte (o fontana)                             | XVIII secolo                                               | Località Haselried 46°49′05.86″N 11°51′23.14″E                  | Costruita e consacrata nel 1716 presso una fonte ritenuta miracolosa, che occupa il posto dell'altare, è intitolata al Battista. |
|          |         | Cappella della Madonna del Soccorso, o di Maria Ausiliatrice | XVII secolo                                                | A nord di Falzes 46°49′07.69″N 11°53′34.96″E                    | Cappella di pertinenza del maso Rohrer, costruita verso il 1660. |
|          |         | Cappella di San Martino                                      | XVII secolo                                                | A nord di Molini 46°49′28.26″N 11°50′58.32″E                    | Cappella seicentesca del maso Unterniederhäuserer. |
|          |         | "Cappella Aichner"                                           | XVIII secolo                                               | A nord di Issengo 46°49′21.37″N 11°51′51.24″E                   | Costruita intorno al 1700. |
|          |         |                                                              | XVIII secolo                                               | Grimaldo 46°48′42.43″N 11°54′21.69″E                            | Cappella di pertinenza del maso Hauser, eretta entro il 1773 (data riportata sul cancello ligneo all'interno). |
|          |         |                                                              |                                                            | Località isolata a nord di Molini 46°49′43.87″N 11°50′58.99″E   | Cappella presso il maso Huber. |
|          |         |                                                              | XVIII secolo                                               | A nord di Grimaldo 46°49′12.7″N 11°54′37.88″E                   | Cappella presso il maso Innerhuber, costruita intorno al 1702. |
|          |         |                                                              | XVIII secolo                                               | Località isolata a nord di Grimaldo 46°49′30.01″N 11°54′18.68″E | Cappella presso il maso Kofler, eretta verso il 1729. |
|          |         |                                                              |                                                            | Località isolata a nord di Grimaldo 46°49′25.62″N 11°54′50.31″E | Cappella di pertinenza del maso Unterkehrer. |

## Comune di Gais
| Esterno  | Interno | Nome                                                      | Periodo storico                                     | Ubicazione                                                               | Informazioni |
| -------- | ------- | --------------------------------------------------------- | --------------------------------------------------- | ------------------------------------------------------------------------ | --- |
|          |         | Chiesa dei Santi Crisanto e Daria                         | XV secolo                                           | Montassilone 46°49′40.65″N 11°59′03.45″E                                 | Chiesa tardogotica, costruita verso il 1440 e consacrata nel 1441. |
|          |         | Chiesa di San Giovanni Evangelista                        | Citata X secolo, edificio odierno XIV secolo        | Gais 46°49′59.16″N 11°56′51.46″E                                         | Parrocchiale. Una chiesa altomedievale è documentata nel 990 (o 986), e divenne chiesa madre della zona nel 1014. Venne sostituita da una struttura tardoromanica verso il 1180, in parte ricostruita a seguito di una frana nel 1310. Il campanile venne portato all'altezza attuale nel 1529, e nello stesso periodo venne rialzata anche la navata centrale. La chiesa è stata rimaneggiata in forme barocche nel 1731, poi nel 1801, e infine in stile neoromanico nel 1906-11. |
|          |         | Chiesa di Santa Margherita                                | Documentata X secolo, edificio odierno XVIII secolo | Villa Ottone 46°51′47.49″N 11°56′43.09″E                                 | Parrocchiale. Una prima chiesa è documentata nel 970, e una consacrazione avvenne nel 1146. Una chiesa romanica, attestata nel 1175, venne rifatta in stile gotico verso il 1460. Gravemente danneggiata da un fulmine nel 1772, venne abbattuta e ricostruita in forme barocche entro due anni, con consacrazione nel 1783. Il campanile venne ultimato nel 1774. |
|          |         | Chiesa dei Quattordici Santi Intercessori (o Ausiliatori) | XVI secolo                                          | Rio Molino 46°50′50.97″N 11°58′49.98″E                                   | Parrocchiale. Costruita in forme tardogotiche verso il 1515 e consacrata nel 1517, è curazia dal 1939 e parrocchia dal 1985. |
| Cappelle |         |                                                           |                                                     |                                                                          | |
|          |         | Cappella di Sant'Erasmo                                   | Fondata XII secolo, edificio odierno XVI secolo     | Località isolata a sudest di Gais 46°49′23.88″N 11°57′37.8″E             | Cappella del castello di Chela; un primo luogo di culto, consacrato nel 1113 o nel 1123, venne sostituito dall'attuale nel 1552, poi rimaneggiato nel 1715. |
|          |         | Cappella della Madonna, o Mareilstöckl                    | XVIII secolo                                        | Località isolata a sudest di Villa Ottone 46°51′39.94″N 11°57′16.04″E    | Costruita nel 1713-14 da Mathes Plankensteiner e da suo figlio Barthlmä; venne acquistata e ristrutturata nel 1831 da Georg Plankensteiner, e poi ampliata nel 1907 daAndrä Plankensteiner. |
|          |         | Cappella di San Valentino                                 | Documentata XIII secolo                             | Località isolata a nordovest di Villa Ottone 46°52′12.76″N 11°56′14.14″E | Cappella romanica di pertinenza del castello d'Uta, costruita entro il Duecento e rimaneggiata in forme gotiche nel 1570. |
|          |         | Cappella della Visitazione, o di Santa Maria Ausiliatrice | XVII secolo                                         | Località isolata a nordovest di Gais 46°50′39.73″N 11°56′28.91″E         | Cappella di pertinenza di Castel Casanova, edificata nel 1601 da Hans Jakob Söll von Aichberg addossandola ad una preesistente torre, reimpiegata come campanile. Divenne popolare meta di pellegrinaggi a seguito di un presunto miracolo avvenuto durante la costruzione. |
|          |         | "Cappelletta Ortner"                                      |                                                     | Gais 46°50′02.66″N 11°57′03.73″E                                         | Ampliata nel 1871. |
|          |         |                                                           | XVII secolo                                         | Riomolino 46°50′52.38″N 11°59′14.32″E                                    | Cappella seicentesca. |
|          |         |                                                           | XVII secolo                                         | Località isolata a est di Villa Ottone 46°52′03.99″N 11°57′53.94″E       | Cappella presso la residenza Edellechen; sulla facciata la data 1612. È stata rinnovata nel 1935. |
|          |         |                                                           | XX secolo                                           | Località isolata a sudest di Villa Ottone 46°51′47.25″N 11°57′34.14″E    | Cappella presso il maso Lahner, eretta nel 1978. |
|          |         |                                                           | XVII secolo                                         | Rio Lana 46°51′37.59″N 11°56′00.92″E                                     | Cappella presso il maso Oberegger, edificata nel 1671 da Mathias Egger. |
|          |         |                                                           | XX secolo                                           | Località Einsberg 46°51′23.63″N 11°57′57.6″E                             | Cappella presso il maso Pircher, costruita nel 1920. |
|          |         |                                                           | XVI secolo                                          | Gais 46°49′58.37″N 11°56′52.3″E                                          | Cappella cimiteriale, costruita intorno al 1500. |

## Comune di La Valle
| Esterno                        | Interno | Nome                                                | Periodo storico                                    | Ubicazione                                     | Informazioni |
| ------------------------------ | ------- | --------------------------------------------------- | -------------------------------------------------- | ---------------------------------------------- | --- |
|                                |         | Chiesa di Santa Barbara                             | XV secolo                                          | A est di La Valle 46°39′33.78″N 11°55′51.49″E  | Edificata nel 1490 dai minatori che lavoravano nella vicina miniera di Armentarola, venne consacrata l'anno seguente; venne temporaneamente chiusa al culto per effetto delle disposizioni giuseppine. |
|                                |         | Chiesa di San Genesio, o dei Santi Genesio e Andrea | XIX secolo                                         | La Valle 46°39′27.48″N 11°55′27.62″E           | Parrocchiale. Costruita tra il 1868 e il 1874, per sostituire l'omonima chiesa più antica; è stata restaurata nel 1954 e poi di nuovo nel 1984. |
| Cappelle                       |         |                                                     |                                                    |                                                | |
|                                |         | Cappella della Madonna di Lourdes                   | XIX secolo                                         | Località Pidrò 46°39′21.69″N 11°54′39.3″E      | Cappella-santuario, costruita nel corso dell'Ottocento. |
|                                |         |                                                     | Documentata XIX secolo, edificio odierno XX secolo | Località Rumestluns 46°39′01.08″N 11°56′37.7″E | Cappella dei Bagni Rumestluns. Distrutta da un incendio, insieme a tutto lo stabilimento, nel 1896, venne riedificata a inizio Novecento. |
| Chiese sconsacrate o scomparse |         |                                                     |                                                    |                                                | |
|                                |         | Chiesa di San Genesio                               | Citata XIV secolo                                  | Località Tolpei 46°39′38.21″N 11°55′54.89″E    | Una prima chiesa romanica è documentata dal 1382; essa venne dotata di un coro gotico nel 1480 (secondo alcune fonti venne interamente ricostruita nel Quattrocento), e rimaneggiata a inizio Ottocento. Venne sconsacrata verso il 1870, dopo essere stata sostituita dalla nuova parrocchiale omonima. Caduta in rovina, venne quasi completamente demolita nel 1935: rimane integro soltanto il campanile, oltre a qualche lacerto murario dell'aula. |

## Comune di Marebbe
| Esterno  | Interno | Nome                                                                 | Periodo storico                                         | Ubicazione                                                             | Informazioni |
| -------- | ------- | -------------------------------------------------------------------- | ------------------------------------------------------- | ---------------------------------------------------------------------- | --- |
|          |         | Chiesa di San Giorgio                                                | XVIII secolo                                            | Pliscia 46°43′31.47″N 11°53′40.81″E                                    | Costruita nel 1735-37 al posto di una chiesa precedente. |
|          |         | Chiesa di Santa Maria del Buon Consiglio, o di Santa Maria Candelora | Documentata XI secolo, edificio odierno XV-XVIII secolo | Pieve di Marebbe 46°43′07.72″N 11°55′10.2″E                            | Parrocchiale. Una chiesa romanica esisteva già intorno al Mille; la presenza di una parrocchia è documentata all'inizio del XII secolo, mentre la chiesa è citata nel 1347. Nel 1430 circa venne edificata l'abside gotica, seguita nel 1494 dalla cappella laterale destra, e nel 1636 (o 1639, o 1692) da quella sinistra. La chiesa è meta di pellegrinaggi almeno dal Seicento. L'aula venne allungata e rimaneggiata in forme barocche nel 1764. |
|          |         | Chiesa di San Nicolò, o dei Santi Nicolò e Floriano                  | Citata XV secolo, edificio odierno XVIII secolo         | Località Corte 46°42′48.09″N 11°55′18.04″E                             | Citata nel 1436, è stata ricostruita nel 1712, mantenendo della precedente solo il campanile. |
|          |         | Chiesa dei Santi Pietro e Paolo                                      | Citata XIV secolo, edificio odierno XVIII secolo        | Rina 46°42′56.17″N 11°52′46.47″E                                       | Parrocchiale. Sorta probabilmente in epoca romanica, è citata dal 1347; l'edificio odierno è però una ricostruzione risalente al 1716-18, ed è stato ampliato nel 1909-10 con l'aggiunta della campata della cantoria. |
|          |         | Chiesa di San Vigilio                                                | Citata nel XIII secolo, edificio odierno XVIII secolo   | San Vigilio 46°41′52.9″N 11°55′52.86″E                                 | Parrocchiale. Una prima chiesa, menzionata nel 1293, andò distrutta durante la guerra tra la repubblica di Venezia e la contea del Tirolo nel 1487. Ricostruita sommariamente poco dopo, questa seconda struttura venne abbattuta nel 1780-81 per far spazio all'attuale edificio rococò (mantenendo solo il campanile gotico, la cui cuspide è seicentesca).                                                                                         |
| Cappelle |         |                                                                      |                                                         |                                                                        | |
|          |         | Cappella di Sant'Antonio                                             |                                                         | Altopiano di Fodara 46°38′09.25″N 12°03′36.65″E                        | Cappella del rifugio Fodara Vedla, nel parco naturale Fanes - Sennes - Braies. |
|          |         | Cappella di Lourdes                                                  |                                                         | San Vigilio 46°41′49.78″N 11°55′56.46″E                                | |
|          |         | Cappella di Lourdes                                                  |                                                         | Longega 46°43′19.21″N 11°53′31.44″E                                    | |
|          |         | Cappella della Madonna del Soccorso                                  |                                                         | Longega 46°43′10.01″N 11°53′53.8″E                                     | |
|          |         | Cappella di Santa Margherita                                         | XVII secolo                                             | Località Mantena 46°42′30.73″N 11°55′01.84″E                           | Costruita nel 1619. |
|          |         |                                                                      | XIX secolo                                              | Costalunga 46°42′16.47″N 11°52′30.88″E                                 | Cappella del 1800. |
|          |         | XIX secolo                                                           |                                                         | Località Grones 46°44′02.53″N 11°52′32.85″E                            | Cappella ottocentesca. |
|          |         |                                                                      |                                                         | Les Ciases 46°43′17.27″N 11°56′40.06″E                                 | |
|          |         |                                                                      | XVII secolo                                             | Runcaccio 46°41′40.16″N 11°56′10.93″E                                  | Cappella ottocentesca. |
|          |         |                                                                      | XVII-XVII secolo                                        | Località isolata lungo la strada verso Plisa 46°44′08.7″N 11°53′08.5″E | Cappella barocca |
|          |         |                                                                      |                                                         | Passo Furcia 46°43′22.76″N 11°57′56.12″E                               | |
|          |         |                                                                      |                                                         | Pescosta 46°43′39.8″N 11°51′33.6″E                                     | |

## Comune di Monguelfo-Tesido
| Esterno  | Interno | Nome                                                                  | Periodo storico                                            | Ubicazione                                                     | Informazioni |
| -------- | ------- | --------------------------------------------------------------------- | ---------------------------------------------------------- | -------------------------------------------------------------- | --- |
|          |         | Chiesa (o cappella) di San Giacomo                                    | XV secolo                                                  | Tesido 46°46′04.29″N 12°06′48.35″E                             | Chiesa cimiteriale tardogotica, costruita nel 1490. |
|          |         | Chiesa di San Giorgio                                                 | XII secolo                                                 | Tesido 46°46′08.36″N 12°06′51.41″E                             | Chiesa di due piani risalente al XII secolo, venne affrescata nel Quattro e nel Cinquecento e anche dotata della volta a costoloni (1498). |
|          |         | Chiesa dei Santi Ingenuino e Albuino                                  | Documentata XII-XIII secolo, edificio odierno XVIII secolo | Tesido 46°46′03.61″N 12°06′47.2″E                              | Parrocchiale. Un edificio romanico è documentato indirettamente forse già dal 1150 e poi dal 1224, e direttamente dal 1282. Nel 1471-72 venne aggiunta la cappella di Sant'Erasmo, e dopodiché l'intera chiesa venne rifatta in stile gotico (conclusione lavori 1498 circa). La struttura venne fortemente rimaneggiata in forme barocche verso il 1770 per mano di Franz Singer, ribaltandone anche l'orientamento. Il campanile, che era ancora quello gotico, andò in gran parte distrutto durante un incendio nel 1941, venendo riedificato un po' più basso. |
|          |         | Chiesa di Santa Margherita                                            | Citata XIV secolo, edificio odierno XVIII secolo           | Monguelfo 46°45′25.25″N 12°06′15.6″E                           | Parrocchiale. Citata per la prima volta nel 1343; mantenendo il campanile tardo-quattrocentesco, venne riedificata nel 1736-38 e ulteriormente allungata con l'aggiunta di una campata con matroneo nel 1908. |
|          |         | Chiesa di Nostra Signora am Rain, o chiesa della Madonna auf dem Rain | Fondata XIV secolo, edificio odierno XVI secolo            | Monguelfo 46°45′18.53″N 12°06′33.1″E                           | Chiesa probabilmente di inizio Trecento, citata nel 1343 (o 1339); venne rifatta in forme tardogotiche nel corso del Cinquecento (abside 1526, navata 1551), con un rimaneggiamento delle finestre (portate da archiacute ad arrotondate) nel 1635. Nel 1948 venne aggiunta la cappella dedicata ai caduti sul fianco settentrionale. |
| Cappelle |         |                                                                       |                                                            |                                                                | |
|          |         | Cappella di Sant'Antonio                                              |                                                            | Località Novale 46°45′16.68″N 12°05′50.03″E                    | |
|          |         | Cappella di Lourdes, o cappella della Madonna al cimitero             | XVII secolo                                                | Tesido 46°46′03.35″N 12°06′48.74″E                             | Cappella cimiteriale, risalente alla prima metà del Seicento. |
|          |         |                                                                       |                                                            | Località isolata a ovest di Tesido 46°46′13.86″N 12°04′03.62″E | Cappella presso il maso Feichter. |
|          |         |                                                                       |                                                            | Monguelfo 46°45′17.5″N 12°06′28.34″E                           | Cappella inserita nel muro di cinta di Villa Welsberg. |
|          |         |                                                                       | XIX secolo                                                 | Località Plun 46°44′55.14″N 12°05′32.37″E                      | Costruita nel 1895 e decorata nel 1935. |
|          |         |                                                                       |                                                            | Località Prati 46°46′11.23″N 12°08′09.17″E                     | |
|          |         |                                                                       |                                                            | Località Prati 46°46′00.73″N 12°09′00.62″E                     | Cappella di pertinenza del maso Moar, costruita entro il 1875. |

## Comune di Perca
| Esterno  | Interno | Nome                                                             | Periodo storico                                    | Ubicazione                                                           | Informazioni |
| -------- | ------- | ---------------------------------------------------------------- | -------------------------------------------------- | -------------------------------------------------------------------- | --- |
|          |         | Chiesa di San Cassiano                                           | Citata XIV secolo, edificio odierno XVI secolo     | Perca 46°47′28.94″N 11°59′04.93″E                                    | Parrocchiale. Citata a partire dal 1325 (o 1385), venne riedificata in forme tardogotiche nel 1525; venne restaurata nel primo dopoguerra, per riparare i gravi danni subiti durante il bombardamento della ferrovia della Val Pusteria. |
|          |         | Chiesa di San Giacomo Maggiore                                   | Citata XIV secolo, edificio odierno XV secolo      | Nessano 46°47′17.61″N 12°00′20.99″E                                  | Chiesa menzionata nel 1305, poi rifabbricata in stile tardogotico nel 1474; le lunette a ovest sono settecentesche. |
|          |         | Chiesa di San Colomano (o Colombano), o di San Giovanni Battista | Citata XI secolo, edificio odierno XVI-XVII secolo | Montevila 46°47′46.9″N 11°59′41.31″E                                 | Citata nel XI secolo, i muri della navata risalgono ancora a quella chiesa romanica; il coro è tardogotico (1529), mentre la volta a botte è seicentesca e la cima del campanile è del 1875. È l'unica chiesa di tutta la regione intitolata a san Colmano di Stockerau; compatroni sono san Giovanni Battista e le tre vergini di Maranza Aubet, Cubet e Quere. |
|          |         | Chiesa di San Nicolò                                             | Citata XIII secolo, edificio odierno XVI secolo    | Vila di Sopra 46°48′54.23″N 12°00′01.04″E                            | Parrocchiale. Una prima chiesetta, citata nel 1296, venne interamente ricostruita in stile tardogotico nel 1523. |
| Cappelle |         |                                                                  |                                                    |                                                                      | |
|          |         | Cappella della Madonna del Soccorso                              | XIX secolo                                         | Località isolata a ovest di Vila di Sopra 46°48′46.2″N 11°59′07.32″E | Cappella di pertinenza del maso Edenhofer, edificata nel 1870. |
|          |         | Cappella della Trinità                                           | XVII secolo                                        | Vila di Sotto 46°47′22.48″N 11°59′39.88″E                            | Costruita a fine Seicento, affrescata verso il 1707 e pesantemente ridipinta verso il 1840; oltre che alla Trinità, è intitolata anche alla Madonna e ai santi Ulrico, Floriano e Antonio di Padova. |
|          |         | Cappella Lercher                                                 | XVII secolo                                        | Vila di Sopra 46°48′39.8″N 11°59′44.91″E                             | Posta presso il maso Larcher, venne costruita nel 1673. |

## Comune di Predoi
| Esterno  | Interno | Nome                       | Periodo storico                                    | Ubicazione                                                       | Informazioni |
| -------- | ------- | -------------------------- | -------------------------------------------------- | ---------------------------------------------------------------- | --- |
|          |         | Chiesa di Santo Spirito    | Documentata XV secolo, edificio odierno XVI secolo | Località isolata a nordest di Casere 47°03′13.87″N 12°08′29.45″E | Una prima chiesetta, intitolata ai santi Nicolò, Osvaldo e Orsola, venne ricostruita verso il 1455 e consacrata da Nicolò Cusano, all'epoca vescovo di Bressanone. L'edificio assunse le forme odierne nel Cinquecento, quando venne ampliata e voltata durante lo sviluppo minerario della zona. Posta a 1624 metri di altitudine, è la chiesa più a nord d'Italia. |
|          |         | Chiesa di San Valentino    | Fondata XIV secolo, edificio odierno XV secolo     | Predoi 47°02′22.17″N 12°06′14.8″E                                | Parrocchiale. Una cappella, costruita nella seconda metà del Trecento e quindi citata nel 1381, venne sostituita dall'attuale chiesa tardogotica nel 1489, poi prolungata verso ovest. |
| Cappelle |         |                            |                                                    |                                                                  | |
|          |         | Cappella di Sant'Antonio   | XVIII secolo                                       | Tra Predoi e Casere 47°02′34.98″N 12°06′54.9″E                   | Costruita intorno al 1700. |
|          |         | Cappella della Madonna     | XX secolo                                          | A sudovest di Predoi 47°02′04.02″N 12°05′31.78″E                 | Edificata nel 1950. |
|          |         | Cappella della Visitazione | XVIII secolo                                       | A sud di Weiher 47°02′00.96″N 12°05′46.79″E                      | Cappella di pertinenza del quattocentesco maso Innerbichler, venne costruita nel Settecento. |

## Comune di Rasun-Anterselva
| Esterno  | Interno | Nome                                          | Periodo storico                                   | Ubicazione                                                             | Informazioni |
| -------- | ------- | --------------------------------------------- | ------------------------------------------------- | ---------------------------------------------------------------------- | --- |
|          |         | Chiesa di Sant'Andrea                         | Citata XIV secolo, edificio odierno XX secolo     | Rasun di Sopra 46°47′21.54″N 12°03′31.69″E                             | Parrocchiale. Una prima chiesa, documentata nel 1388 e ingrandita nel 1425 (consacrazione 1428) e poi di nuovo nel corso del Seicento, venne demolita e ricostruita nel 1959-60, risparmiando soltanto il campanile e il portale (reimpiegato come accesso alla torre). |
|          |         | Chiesa di San Giorgio                         | Citata XIII secolo, edificio odierno XVIII secolo | Anterselva di Mezzo 46°51′33.32″N 12°05′57.32″E                        | Parrocchiale. La parrocchia è citata nel 1220; venne rimaneggiata in forme gotiche tra il 1400 e il 1417, mentre il campanile è tardogotico cinquecentesco. La chiesa venne poi rifatta in forme tardobarocche nel 1793-94.                                             |
|          |         | Chiesa di San Giovanni Evangelista            | Citata XI secolo, edificio odierno XIX secolo     | Rasun di Sotto 46°46′40.82″N 12°02′58.78″E                             | Parrocchiale. Citata a partire dal 1070, venne ricostruita in stile gotico in data imprecisata (il campanile è del 1586-87). La chiesa venne riedificata in stile tardobarocco/neoclassico nel 1822, e consacrata nel 1827.                                             |
|          |         | Chiesa di Santa Valpurga (o Valburga)         | Citata XIV secolo, edificio odierno XV secolo     | Anterselva di Sotto 46°49′51.85″N 12°05′15.79″E                        | Parrocchiale. Una prima chiesa, documentata nel 1328 o nel 1341, venne ricostruita nel Quattrocento, rimaneggiata in forme neogotiche nel 1907 e infine allungata nel 1954.                                                                                             |
| Cappelle |         |                                               |                                                   |                                                                        | |
|          |         | Cappella (o chiesa) di Sant'Antonio di Padova | XVII secolo                                       | Rasun di Sotto - Windschnur 46°46′22.95″N 12°02′25.55″E                | Posta lungo la statale della Pusteria, venne costruita nel 1698 da Giovanni Delai. |
|          |         | Cappella di San Giuseppe                      | XIX secolo                                        | Anterselva di Sopra 46°52′30.03″N 12°07′35.13″E                        | Costruita nel 1815 da un tal Jakob Paßler, a scioglimento di un voto fatto perché il figlio tornasse sano e salvo dall'assedio di Brunico del 1809 (durante l'insorgenza tirolese); venne affrescata nel 1835 da Josef Renzler.                                         |
|          |         | Cappella di San Giuseppe                      | XX secolo                                         | Località isolata a ovest di Rasun di Sopra 46°47′35.11″N 12°02′30.36″E | Posta presso il maso Burgfrieden, è stata edificata nel 1924. |
|          |         | Cappella di Santa Maria                       | XVIII secolo                                      | Nove Case 46°46′29.42″N 12°01′21.58″E                                  | Costruita nel Settecento. |
|          |         | Cappella di Maria Ausiliatrice                | XVIII secolo                                      | Bagni di Salomone 46°49′21.68″N 12°04′50.14″E                          | Eretta nel 1725 da Peter Josef von Walther di Bressanone, venne riedificata già nel 1776 da Paul Hellweger, e restaurata nel 1997. |
|          |         | Cappella Gruber                               | XIX secolo                                        | Costa del Colle 46°51′17.09″N 12°05′45.77″E                            | Costruita nel 1872. |
|          |         | Cappella Imberg                               | XIX secolo                                        | Località Mudler 46°46′59.61″N 12°04′53.64″E                            | Costruita verso il 1822. |
|          |         | Cappella Innersießl                           | XIX secolo                                        | Siesl 46°50′47.67″N 12°05′45.41″E                                      | Costruita nel 1820 e restaurata nel 1886. |
|          |         | Cappella Kaltenhauser                         | XVIII secolo                                      | Anterselva di Sotto 46°50′19.98″N 12°05′15.2″E                         | Costruita nel 1736 e rimaneggiata nel 1913. |
|          |         | Cappella Meizger                              | XIX secolo                                        | Anterselva di Sotto 46°50′21.7″N 12°05′38.85″E                         | Costruita entro il 1816. |
|          |         | Cappella Oberstaller                          | XIX secolo                                        | Rasun di Sopra 46°47′00.72″N 12°03′55.75″E                             | Costruita entro il 1845. |
|          |         | Cappella Pfaffing                             | XVIII secolo                                      | Rasun di Sotto 46°47′02.32″N 12°02′58.42″E                             | Cappella settecentesca. |
|          |         | Cappella Schiller                             | XVIII secolo                                      | Tra Nove Case e Nessano 46°46′51.34″N 12°00′51″E                       | Cappella settecentesca. |
|          |         | Cappella (o capitello) Wiesemann              | XVII secolo                                       | Località Wissemann 46°50′41.88″N 12°05′21.34″E                         | Costruita nel 1683, è stata restaurata nel 1864 e nel 1998. |
|          |         | Cappella Wirther                              | XVII secolo                                       | Rasun di Sopra 46°47′31.3″N 12°03′23.12″E                              | Cappellina seicentesca. |
|          |         |                                               | XIX secolo                                        | Tra Nove Case e Nessano 46°46′45″N 12°00′20.11″E                       | Cappella di pertinenza del maso Mair am Ried, costruita entro il 1847. |
|          |         |                                               |                                                   | Località isolata a nordest di Nove Case 46°46′54.41″N 12°02′00.1″E     | Cappella tardogotica presso il maso Unterrauth. |
|          |         |                                               | XVIII secolo                                      | Anterselva di Mezzo 46°51′32.75″N 12°05′57.83″E                        | Cappella cimiteriale, costruita nel 1715. |

## Comune di San Candido
| Esterno                        | Interno | Nome                                                                         | Periodo storico                                    | Ubicazione                                                          | Informazioni |
| ------------------------------ | ------- | ---------------------------------------------------------------------------- | -------------------------------------------------- | ------------------------------------------------------------------- | --- |
|                                |         | Chiesa dei Santi Candido e Corbiniano, o collegiata (o duomo) di San Candido | Fondata VIII secolo, edificio odierno XIII secolo  | San Candido 46°43′58.47″N 12°16′57.63″E                             | Una prima chiesa venne costruita dopo la fondazione di un convento benedettino nell'anno 769. Devastata da un incendio verso il 1200, venne riedificata in stile romanico, pur mantenendo il precedente impianto di basilica a tre navate; i lavori si protrassero a lungo le consacrazione è documentata nel 1284. Nel 1320-26 venne aggiunto il campanile in facciata, seguito dal protiro nel 1469 e dalla cappella dei santi ausiliatori nel 1524. La cripta è stata ricostruita nel 1967-69, e nello stesso periodo sono state parzialmente ripristinate le forme romaniche dell'edificio. |
|                                |         | Chiesa di Santa Caterina                                                     | XIII secolo                                        | San Candido 46°44′00.74″N 12°17′03.17″E                             | Chiesa annessa all'ex convento delle suore domenicane (adibito a ospedale nel 1832), consacrata nel 1277 e rimasta pressoché immutata da allora. |
|                                |         | Chiesa di San Leopoldo                                                       | Fondata XVII secolo, edificio odierno XX secolo    | San Candido 46°44′00.79″N 12°16′45.07″E                             | Chiesa del convento dei francescani, costruita subito dopo il resto del complesso, tra il 1694 e il 1697 (data della consacrazione). Un incendio causato da una bomba nel 1945 rase al suolo quasi totalmente tutte le strutture, che vennero così riedificate al termine del conflitto. |
|                                |         | Chiesa di Santa Maria Maddalena                                              | Fondata XIII secolo, edificio odierno XV secolo    | Versciaco 46°43′48.88″N 12°19′35.72″E                               | Parrocchiale. Una primitiva chiesa romanica, consacrata nel 1212, venne ricostruita in stile gotico verso il 1470, e consacrata nel 1479. |
|                                |         | Chiesa di San Michele                                                        | Citata XII secolo, edificio odierno XVIII secolo   | San Candido 46°43′58.82″N 12°16′53.99″E                             | Parrocchiale. Una chiesa romanica, forse costruita al posto di un'altra bassomedievale, è citata nel 1150; distrutta verso il 1200 dallo stesso incendio che colpì la collegiata, venne rifatta in forme gotiche, ma bruciò nuovamente nel 1554 e nel 1735; venne così ricostruita e consacrata nel 1761. Tutti questi incendi risparmiarono solo la torre, che dopo l'ultimo venne dotata della nuova cupola a cipolla. |
|                                |         | Chiesa di San Nicolò                                                         | Fondata XII secolo, edificio odierno XVI secolo    | Prato alla Drava 46°44′29.61″N 12°21′25.37″E                        | Parrocchiale. Struttura tardogotica, consacrata nel 1507; si tratta della prima citazione documentale, ma sul sito sorgeva già una chiesa romanica del XII, di cui restano i muri della navata e il campanile. È stata rimaneggiata in forme barocche nel 1820-21. |
|                                |         | Chiesa del Santo Sepolcro, detta Außerkirchl                                 | XVII secolo                                        | San Candido 46°44′03.61″N 12°16′41.26″E                             | Complesso seicentesco formato da tre diverse cappelle: le più antiche sono quella della Passione e la cappella Altöttinger (così detta perché per erigerla si prese a modello la cappella delle Grazie di Altötting), fatte costruire da tal Georg Paprion verso il 1633, al termine di un pellegrinaggio in Terrasanta. Ad esse venne aggiunta nel 1653 la cappella del Santo Sepolcro. |
|                                |         | Chiesa (o cappella) di San Silvestro                                         | Fondata XII secolo, edificio odierno XV secolo     | Località isolata in Valle San Silvestro 46°45′17.59″N 12°18′22.98″E | Costruita intorno al 1150, forse sui resti di un castelliere preistorico e di un luogo di culto pagano, venne ingrandita nel 1440 circa (consacrazione 1441). |
| Cappelle                       |         |                                                                              |                                                    |                                                                     | |
|                                |         | Cappella di Loreto                                                           | Fondata XVII secolo, edificio odierno XVIII secolo | Prato alla Drava 46°44′19.07″N 12°21′41.83″E                        | Piccolo santuario fondato nel 1640-50 dall'oste Johann Klettenhammer vicino al proprio albergo (abbattuto nel 1870), per custodire una statua della Madonna Nera ottenuta durante un pellegrinaggio a Loreto; questa prima struttura, varie volte danneggiata da frane, venne riedificata nel 1761 e rinnovata nel 1964. |
|                                |         | Cappella di Lourdes                                                          | XIX secolo                                         | Versciaco di Sopra 46°43′48.37″N 12°19′34.67″E                      | Semplice cappella con grotta di Lourdes costruita a fine Ottocento, con facciata chiusa successivamente. |
|                                |         | Cappella di San Salvatore                                                    | XVI secolo                                         | Bagni di San Candido 46°43′04.28″N 12°17′36.86″E                    | Edificata nel 1591 dal decano Hieronymus Schüssier, forse nei pressi di un eremo frequentato nel Sei e nel Settecento. |
|                                |         | Chiesetta Hofer                                                              |                                                    | Località isolata a nord di Versciaco 46°44′13.76″N 12°19′40.74″E    | |
|                                |         |                                                                              | Fondata XVIII secolo, edificio odierno XX secolo   | Località isolata a nord di Versciaco 46°44′23.44″N 12°19′30.23″E    | Cappella di pertinenza del maso Geiger; una prima struttura barocca, eretta nel 1735, venne sostituita dall'attuale nel 1912. |
|                                |         |                                                                              | XIX secolo                                         | Località isolata a nord di San Candido 46°44′17.41″N 12°18′08.91″E  | Cappella presso il maso Mehlhof, costruita nell'Ottocento. |
|                                |         |                                                                              |                                                    | Val Campo di Dentro 46°40′27.84″N 12°17′48.3″E                      | |
| Chiese sconsacrate o scomparse |         |                                                                              |                                                    |                                                                     | |
|                                |         | Chiesa di San Maurizio                                                       | Citata XIII secolo                                 | San Candido 46°43′50.25″N 12°16′53.99″E                             | Citata nel 1272 e rimaneggiata in epoca tardogotica; sconsacrata nel 1786 per le disposizioni giuseppine, è stata riconvertita in abitazione. |

## Comune di San Lorenzo di Sebato
| Esterno          | Interno | Nome                                                                                      | Periodo storico                                   | Ubicazione                                                           | Informazioni |
| ---------------- | ------- | ----------------------------------------------------------------------------------------- | ------------------------------------------------- | -------------------------------------------------------------------- | --- |
|                  |         | Chiesa di Santa Croce                                                                     | XVIII secolo                                      | Località Fronwies 46°47′11.43″N 11°54′37.1″E                         | Santuario; una prima edicola in legno venne eretta sul posto nel 1698, per conservare un crocifisso ritenuto miracoloso; l'edificio vero e proprio venne costruito nel 1732 (o 1742) e affrescato nel 1829-35. |
|                  |         | Chiesa di San Giacomo Maggiore                                                            | Citata XV secolo, edificio odierno XVI-XIX secolo | Onies di Sotto 46°44′49.01″N 11°51′48.94″E                           | Parrocchiale. Citata nel 1451 o 52; la navata venne ricostruita nel 1575, e la chiesa venne poi pesantemente rimaneggiata nel 1819, con il rifacimento della volta e delle finestre. |
|                  |         | Chiesa dei Santi Giovanni e Paolo                                                         | XV secolo                                         | Elle 46°46′36.63″N 11°50′09.02″E                                     | Consacrata nel 1483; porte e finestre vennero modificate successivamente, così come la navata, allungata di una campata nel 1955. |
|                  |         | Chiesa di San Lorenzo                                                                     | Fondata IV-V secolo, edificio odierno XV secolo   | San Lorenzo di Sebato 46°47′00.07″N 11°54′09.9″E                     | Parrocchiale. Probabilmente è la più antica parrocchia della val Pusteria; scavi archeologici hanno evidenziato la presenza una chiesa paleocristiana di fine IV-inizio V secolo, in parte profanata e usata come abitazione nel VI secolo, per poi essere significativamente ampliata tra XII e XIII secolo. La prima citazione documentale è del 1207 e le parti più antiche dell'edificio (le campate centrali e il campanile minore) risalgono proprio al romanico duecentesco, mentre l'abside poligonale venne eretta con un ampliamento trecentesco. Il campanile minore venne rialzato tra Tre e Quattrocento, e poi ancora nel Seicento. Nel 1454 vennero costruiti il campanile maggiore, la cappella Egerer e le navate laterali, e nel 1958 la navata centrale venne abbassata di circa un metro. |
|                  |         | Chiesa di Santa Margherita                                                                | XV secolo                                         | La Serra 46°47′09.37″N 11°53′26.9″E                                  | La chiesetta venne edificata nel corso del Quattrocento da tal Heinerich Stadler, per ospitare un'icona di santa Margherita; venne rimaneggiata del Cinquecento (di quest'epoca sono il portale, la sagrestia e la parte superiore della torre), e poi nel 1680 (volta a botte). |
|                  |         | Chiesa di Santa Margherita                                                                | XV secolo                                         | Mantana 46°46′16.73″N 11°51′31.09″E                                  | Parrocchiale. Costruita a partire dal 1480 circa, venne consacrata nel 1483, anche se la navata venne terminata soltanto nel 1504, mentre il campanile eretto intorno al 1492, venne rialzato nel 1600 circa. La chiesa è stata rinnovata nel corso del Seicento e poi ancora nel 1719, nel 1816, nel 1824 e nel 1936. |
|                  |         | Chiesa della Beata Maria Vergine di Loreto, o della Madonna di Loreto                     | XVII secolo                                       | Sares 46°45′57.02″N 11°52′01.8″E                                     | Santuario, nato nel 1652-53 come eremo nonché come ultima stazione di una via Crucis che partiva dalla chiesetta di San Martino. |
|                  |         | Chiesa di San Martino                                                                     | Citata XII secolo, edificio odierno XVI secolo    | San Martino 46°46′35.6″N 11°53′42.45″E                               | Citata nel 1187; le mura perimetrali sono ancora quelle romaniche, mentre coro e volta della navata sono gotici cinquecenteschi. Le finestre archiacute vennero in seguito trasformate in rettangolari. |
|                  |         | Chiesa (o cappella) di Santa Notburga                                                     | XVII-XVIII secolo                                 | Costa d'Onies 46°45′27.48″N 11°50′52.39″E                            | Costruita nel 1713 (o a fine Seicento secondo altre fonti), venne elevata a curazia nel 1754. |
|                  |         | Chiesa di Santo Stefano                                                                   | Citata XIII secolo, edificio odierno XVI secolo   | Santo Stefano 46°46′06.96″N 11°55′23.9″E                             | Citata nel 1237, venne ampliata in forme gotiche nel 1500 circa, assumendo l'aspetto attuale. |
|                  |         | Chiesa della Santissima Trinità                                                           | XVII secolo                                       | Floronzo 46°46′53.36″N 11°53′27.95″E                                 | Costruita a seguito della peste del 1636, che risparmiò il paese di Floronzo, venne terminata nel 1680, con l'aggiunta del campanile nel 1720. |
| Cappelle         |         |                                                                                           |                                                   |                                                                      | |
|                  |         | Cappella di Sant'Agnese                                                                   | XVIII secolo                                      | Bagni di Selva 46°45′44.63″N 11°50′51.88″E                           | Cappella settecentesca. |
|                  |         | Cappella di San Giacomo                                                                   |                                                   | Località isolata a ovest di Onies 46°44′41.2″N 11°49′59.38″E         | |
|                  |         | Cappella (o chiesa) dei Santi Giovanni Battista e Giovanni Evangelista, o di San Giovanni | Fondata XII secolo, edificio odierno XV secolo    | Castelbadia 46°47′14.45″N 11°53′29.04″E                              | Cappella annessa a un antico ospedale; di fondazione romanica (XII secolo), è stata rimaneggiata nel Quattrocento. |
|                  |         | Cappella della Madonna                                                                    | XIX secolo                                        | Ronchi 46°46′49.69″N 11°52′13.58″E                                   | Cappella presso il maso Pichler, costruita nel 1800 circa. |
|                  |         | Cappella della Madonna della Neve                                                         | XIX secolo                                        | Onies di Sopra 46°44′53.66″N 11°51′32.95″E                           | Costruita intorno al 1818. |
|                  |         | Cappella della Madonna del Soccorso                                                       | XVIII secolo                                      | Località Moso 46°46′13.31″N 11°53′44.96″E                            | Edificata nel 1721. |
|                  |         | Cappella della Madonna del Soccorso                                                       | XIX secolo                                        | A ovest di Montal 46°46′18.75″N 11°51′03.42″E                        | Cappella presso il maso Unterguggenberg, ottocentesca. |
|                  |         | Cappella di San Magno                                                                     |                                                   | Campolino 46°47′31.06″N 11°53′22.02″E                                | |
|                  |         |                                                                                           | XIX secolo                                        | Localitò Gschlier 46°44′27.9″N 11°52′33.05″E                         | Cappella del maso Gschlierer, edificata verso il 1843 (data riportata sull'architrave). |
|                  |         |                                                                                           | XVIII secolo                                      | Località isolata a sud di Santo Stefano 46°45′35.97″N 11°55′22.58″E  | Cappella presso il maso Heidenberger, costruita nel 1773. |
|                  |         |                                                                                           | XVIIIIX secolo                                    | Località isolata a sudest di Sares 46°44′42.84″N 11°53′02.77″E       | Cappella di pertinenza del maso Innerpfaffenberg, edificata nel 1882. |
|                  |         |                                                                                           | XVIII secolo                                      | A sudest di Santo Stefano 46°45′52.08″N 11°55′52.59″E                | Cappella del maso Oberwelis, eretta nel 1796. |
|                  |         |                                                                                           | XVIII secolo                                      | Località isolata a nordovest di Floronzo 46°47′42.81″N 11°52′28.48″E | Cappella di pertinenza del maso Stadler, edificata nel 1709. |
|                  |         |                                                                                           | XX secolo                                         | Castelbadia 46°47′16.7″N 11°53′09.25″E                               | Cappella del cimitero militare austro-ungarico, costruita nel 1903 in ricordo dei caduti del 1809 e del 1813. |
| Chiese scomparse |         |                                                                                           |                                                   |                                                                      | |
|                  |         |                                                                                           | XII secolo                                        | Castelbadia 46°45′44.63″N 11°50′51.88″E                              | Chiesa conventuale del complesso di Castel Badia, fondata dopo che il conte Volkhold ebbe donato il castello alle monache benedettine, nel 1018 (o nel 1022, o nel 1039); era una struttura romanica a tre navate, con almeno otto cappelle laterali. Chiuso il convento nel 1785 per le disposizioni giuseppine, la chiesa andò velocemente in rovina e non ne restano che poche tracce; il suo patrimonio artistico è andato in gran parte disperso. |

## Comune di San Martino in Badia
| Esterno  | Interno | Nome                                                           | Periodo storico                                                        | Ubicazione                                        | Informazioni |
| -------- | ------- | -------------------------------------------------------------- | ---------------------------------------------------------------------- | ------------------------------------------------- | --- |
|          |         | Chiesa di Sant'Antonio Abate                                   | Documentata XV secolo, edificio odierno XVII secolo                    | Antermoia 46°41′26.56″N 11°51′00.79″E             | La consacrazione della chiesa, ai santi Antonio e Valentino, è documentata nel 1450; a tale epoca risalgono campanile e coro (quest'ultimo privato dei costoloni), mentre la navata venne in gran parte riedificata nel 1657 (e, in quell'occasione, intitolata ai santi Silvestro e Floriano). La chiesa venne ristrutturata nel 1758 e poi ampliata nel 1920.                        |
|          |         | Chiesa di Sant'Antonio da Padova                               | XVII secolo                                                            | Piccolino 46°41′21.83″N 11°53′43.45″E             | Venne costruita nel 1688 al posto di una cappella precedente; fino al 1868 rimase di pertinenza della vicina residenza Freiegg, alla quale era collegata tramite un passaggio sopraelevato (l'accesso era l'attuale finestra presso la cantoria). |
|          |         | Chiesa di Santa Lucia                                          | Citata XIV secolo, edificio odierno XIX secolo                         | Longiarù 46°38′27.03″N 11°51′43.72″E              | Una prima chiesa è documentata nel 1371, con intitolazione a san Giodoco (che resta compatrono); distrutta da un'inondazione verso il 1490, venne quindi riedificata in stile tardogotico. L'edificio attuale, neoromanico, sorse a sostituirla nel 1865-67. |
|          |         | Chiesa di San Martino, o dei Santi Giovanni Battista e Martino | Citata XIII secolo, edificio odierno XV secolo con successive aggiunte | San Martino in Badia 46°40′57.15″N 11°53′52.82″E  | Parrocchiale. Citata a partire dal 1268 (o 1298 secondo altre fonti), la prima chiesa venne distrutta da una frana nel 1490. Venne ricostruita nel 1492 e consacrata nel 1494, venne rimaneggiata in forme barocche nel 1704; della chiesa gotica restano alcune parti, tra cui la torre e l'abside: il resto risale a vari ampliamenti, avvenuti nel 1580 circa, nel 1859 e nel 1993. |
| Cappelle |         |                                                                |                                                                        |                                                   | |
|          |         | Cappella di San Giuseppe Freinademetz                          |                                                                        | Longiarù 46°37′58.83″N 11°50′49.68″E              | |
|          |         | Cappella della Madonna di Lourdes                              | XIX secolo                                                             | Bioch 46°39′28.57″N 11°52′50.5″E                  | Costruita nel 1881. |
|          |         |                                                                |                                                                        | A sudest di Antermoia 46°41′03.71″N 11°51′35.16″E | Cappella dei bagni contadini di Valdander. |
|          |         |                                                                | XX secolo                                                              | Giogo Grande 46°41′53″N 11°54′13.52″E             | Cappella neogotica eretta nel 1911. |

## Comune di Selva dei Molini
| Esterno  | Interno | Nome                                                               | Periodo storico                                | Ubicazione                                                                  | Informazioni |
| -------- | ------- | ------------------------------------------------------------------ | ---------------------------------------------- | --------------------------------------------------------------------------- | --- |
|          |         | Chiesa di Sant'Agnese                                              | Citata XV secolo, edificio odierno XIX secolo  | Lappago 46°55′06.75″N 11°48′10.59″E                                         | Parrocchiale. Chiesa tardogotica, citata nel 1426 e ristrutturata nel 1480; nel 1812-15 venne edificata la chiesa attuale mantenendo però quasi tutto della precedente; campanile, navata (reimpiegata come presbiterio) e coro (riconvertito in sagrestia).                                                                      |
|          |         | Chiesa di Santa Geltrude (o Gertrude)                              | Citata XIV secolo, edificio odierno XIX secolo | Selva dei Molini 46°53′26.6″N 11°51′23.3″E                                  | Parrocchiale. Citata nel 1383, e poi ancora in occasione della benedizione di un altare nel 1445; nel 1581 venne aggiunta una cappella laterale intitolata a san Martino, e nel 1831-1834 l'intera chiesa venne demolita e ricostruita in forme tardobarocche, risparmiando solo il campanile tardogotico e parte delle murature. |
| Cappelle |         |                                                                    |                                                |                                                                             | |
|          |         | Cappella di Santa Maria Ausiliatrice, o della Madonna del Soccorso | XVII secolo                                    | Selva di Fuori 46°53′28.16″N 11°52′48.41″E                                  | Costruita nel 1642 dai proprietari del maso Mair, come ringraziamento per essere scampati alla peste; venne consacrata nel 1699, data riportata in facciata, e nel 1897 l'originale campaniletto in legno venne sostituito dall'odierno in muratura.                                                                              |
|          |         | Cappella della Madonna del Soccorso                                | XIX secolo                                     | Località Brugger 46°53′30.69″N 11°53′51.47″E                                | Cappella presso il maso Brugger, edificata nel 1843. |
|          |         | Cappella della Madonna del Soccorso                                | XIX secolo                                     | Località Feichter 46°54′07.14″N 11°52′22.32″E                               | Posta presso il maso Feichter, eretta nel 1856 per volontà di tal Johann Hopfgartner Feichter. |
|          |         | Cappella della Madonna del Soccorso                                |                                                | Località Oberwenger 46°53′36.27″N 11°54′07.74″E                             | Cappella del maso Oberwenger. |
|          |         |                                                                    |                                                | Località isolata a nordovest di Selva di Dentro 46°53′57.13″N 11°49′36.04″E | Cappella di pertinenza del maso Forer. |
|          |         |                                                                    | XVIII secolo                                   | Selva dei Molini 46°53′32.47″N 11°50′50.99″E                                | Cappella della residenza Mair zu Niederweg, costruita verso il 1720. |
|          |         |                                                                    | XX secolo                                      | Selva di Dentro 46°53′33.9″N 11°49′47.29″E                                  | Cappella della residenza Wassermann, edificata nel 1923. |

## Comune di Sesto
| Esterno            | Interno | Nome                                | Periodo storico                                  | Ubicazione                                                     | Informazioni |
| ------------------ | ------- | ----------------------------------- | ------------------------------------------------ | -------------------------------------------------------------- | --- |
|                    |         | Chiesa di San Giuseppe              | Fondata XVIII secolo, edificio odierno XX secolo | Moso 46°41′22.6″N 12°21′59.84″E                                | Costruita nel 1717; gravemente danneggiata dalle granate durante la prima guerra mondiale, è stata ricostruita nel 1921-22, e tre anni dopo è stato sopraelevato il campanile. |
|                    |         | Chiesa dei Santi Pietro e Paolo     | Citata XIII secolo, edificio odierno XX secolo   | Sesto 46°42′09.42″N 12°21′01.98″E                              | Parrocchiale. Una prima chiesa, dedicata a san Nicola, è citata nel 1290, mentre nel 1384 il santo titolare risulta essere san Vito. Ampliata nel 1607 e nel 1761, la chiesa venne abbattuta e ricostruita nel 1824-26 da Alois Mutschlechner. Colpita da una granata e quindi distrutta da un incendio durante la prima guerra mondiale, venne ricostruita nel 1921-22, rialzando anche il campanile. |
|                    |         | Chiesa di San Valentino             | Fondata XIX secolo, edificio odierno XX secolo   | Bagni di Moso 46°40′48.08″N 12°21′52.59″E                      | Costruita intorno al 1825-28; venne riedificata da tal Valentin Wassermann nel 1925, e poi restaurata nel 1980. |
| Cappelle           |         |                                     |                                                  |                                                                | |
|                    |         | Cappella di Sant'Antonio            | XX secolo                                        | Località isolata a sudest di Sesto 46°41′59.57″N 12°21′49.69″E | Cappella presso il maso Reider, edificata nel 1931 dai coniugi Sebastian Holzer e Anna Mitteregger, a scioglimento di un voto fatto durante la malattia della moglie; è intitolata a sant'Antonio di Padova. |
|                    |         | Cappella di San Bernardo di Mentone |                                                  | Tre Cime di Lavaredo 46°42′09.42″N 12°21′01.98″E               | Cappella posta presso il rifugio Antonio Locatelli - Sepp Innerkofler. |
|                    |         | Cappella del Cuore di Maria         | XXI secolo                                       | Sesto 46°41′39.33″N 12°21′16.79″E                              | Costruita nel 2013 dalla famiglia Kiniger. |
|                    |         | Cappella della Madonna di Fatima    | XX secolo                                        | Moso, via monte Elmo 46°41′41.23″N 12°22′23.15″E               | Posta presso il maso Trojer, venne costruita dai coniugi Johann Tschurtschenthaler e Agnes Galler nel 1949, come ringraziamento per il ritorno del figlio dal fronte della seconda guerra mondiale. |
|                    |         | Cappella di Santa Maria Goretti     | XIX secolo                                       | Località Ausserroggen 46°42′45.87″N 12°19′47″E                 | Costruita nel 1849 dal maestro muratore Michael Kofler, e successivamente reintitolata a santa Maria Goretti. |
|                    |         | Cappella di San Michele             | XX secolo                                        | Passo di Monte Croce di Comelico 46°39′24.94″N 12°25′13.54″E   | Costruita nel 1993 per volontà di Michael "Much" Happacher, come ringraziamento per essere sopravvissuto ad una caduta durante una scalata in Friuli. |
|                    |         |                                     | XX secolo                                        | Località isolata a nord di Ferrara 46°42′51.17″N 12°20′28.3″E  | Costruita nel 1917 dalla popolazione rimpatriata in zona, in sostituzione delle altre chiese distrutte dai bombardamenti, e in posizione riparata; è stata restaurata negli anni 1980. |
|                    |         |                                     |                                                  | Sesto 46°42′09.42″N 12°21′01.98″E                              | Cappella cimiteriale. |
| Chiese sconsacrate |         |                                     |                                                  |                                                                | |
|                    |         |                                     |                                                  | Sesto 46°42′05.01″N 12°21′06.69″E                              | Cappella presso l'albergo Croce d'Oro, sconsacrata. |

## Comune di Terento
| Esterno  | Interno | Nome                               | Periodo storico                                     | Ubicazione                                             | Informazioni |
| -------- | ------- | ---------------------------------- | --------------------------------------------------- | ------------------------------------------------------ | --- |
|          |         | Chiesa di San Giorgio              | Citata XII secolo, edificio odierno XVII-XIX secolo | Terento 46°49′42.53″N 11°46′31.84″E                    | Parrocchiale. Di fondazione romanica, citata nel 1162 in occasione della consacrazione di un altare da parte del vescovo Artmanno, e ricostruita in forme tardogotiche nel Cinquecento. La navata venne riedificata completamente nel 1683-84, e poi allungata e rimaneggiata in stile neoromanico nel 1848-58. |
|          |         | Chiesa di Santa Margherita         | Citata XIV secolo, edificio odierno XVI secolo      | Maga 46°50′07.06″N 11°45′29.17″E                       | Citata nel 1303 o 1309, epoca della fondazione, di questa prima struttura restano solo i muri della navata; il campanile infatti è quattrocentesco, mentre la volta è del 1510 circa. |
|          |         | Chiesa di San Zeno                 | XII-XIII secolo                                     | Presso la località di Pino 46°49′26.36″N 11°46′12.98″E | Costruita nel XII-XIII secolo; la volta a botte barocca è del 1770, e il campanile del 1794-95. |
| Cappelle |         |                                    |                                                     |                                                        | |
|          |         | Cappella (o chiesa) di Santa Croce | XVI secolo                                          | Terento 46°49′42.13″N 11°46′31.84″E                    | Cappella cimiteriale, consacrata nel 1520. |
|          |         |                                    | XVIII secolo                                        | A sud di Colli in Pusteria 46°49′19.81″N 11°48′37.8″E  | Cappella settecentesca della residenza Mair am Gruben. |
|          |         |                                    | XVIII secolo                                        | Ast 46°49′50.76″N 11°47′28.86″E                        | Costruita nel 1700 circa, di pertinenza del maso Mair am Graben. |
|          |         |                                    | XVIII secolo                                        | Lasta di Dentro 46°49′39.75″N 11°48′43.59″E            | Cappella presso il maso Kuen, settecentesca. |

## Comune di Valdaora
| Esterno  | Interno | Nome                                | Periodo storico                                        | Ubicazione                                             | Informazioni |
| -------- | ------- | ----------------------------------- | ------------------------------------------------------ | ------------------------------------------------------ | --- |
|          |         | Chiesa di Sant'Egidio               | Citata XII secolo, edificio odierno XVIII secolo       | Valdaora di Mezzo 46°45′36.68″N 12°01′48.68″E          | Una chiesa romanica venne consacrata nel 1138, e una successiva gotica nel 1404; un incendio che coinvolse volta e campanile portò ad un restauro nel 1723, durante il quale l'edificio venne rimaneggiato in stile barocco. Un altro gfrosso incendio accadde nel 1904. Oltre che a sant'Egidio, la chiesa è cointitolata anche ai re magi, ai sette dormienti di Efeso e ai quattordici santi ausiliatori. |
|          |         | Chiesa di Santa Maria Assunta       | Documentata XV secolo                                  | Valdaora di Sopra 46°45′27.14″N 12°02′26.43″E          | Parrocchiale. Costruita nel 1472 al posto di una struttura precedente, venne modificata in stile barocco nel 1650, per poi essere ripristinata al gotico nel 1899-1900. |
|          |         | Chiesa dei Santi Pietro e Agnese    | Documentata XIII secolo, edificio odierno XVIII secolo | Valdaora di Sotto 46°46′03.82″N 12°01′00.77″E          | Parrocchiale. La presenza di un parroco nel 1202 testimonia indirettamente quella della chiesa, che comunque si presume essere stata presente già nel IX secolo, con il ruolo di matrice per tutti gli abitati circostanti. Incorporata all'abbazia di Novacella dal 1221, nel 1464-77 venne rifatta in forme gotiche (di questo edificio resta il campanile), e al 1710-12 risale l'odierna chiesa barocca. |
|          |         | Chiesa di San Volfango              | XV secolo                                              | Sorafurcia 46°44′51.78″N 12°00′08.95″E                 | Parrocchiale. Fondata, secondo la tradizione, da un contadino scappato all'assalto di un orso, venne consacrata nel 1484, con l'aggiunta del campanile entro il 1502. "Barocchizzata" verso il 1770, venne poi riportata al gotico nel 1893-1900. |
| Cappelle |         |                                     |                                                        |                                                        | |
|          |         | Cappella di San Giovanni            | XVIII secolo                                           | A est di Valdaora di Sopra 46°45′22.53″N 12°03′06.02″E | Cappella posta presso il maso Pueland, costruita nel 1722 e affrescata intorno al 1827. |
|          |         | Cappella della Madonna del Soccorso | XVIII secolo                                           | Bagni Forcella 46°45′33.13″N 12°00′05.21″E             | Cappella settecentesca. |
|          |         | Cappella di San Michele             | XV secolo                                              | Valdaora di Sotto 46°46′04.71″N 12°01′00.28″E          | Cappella cimiteriale su due piani quattrocentesca, rimaneggiata verso il 1725. |
|          |         | Cappella di San Teobaldo            | XVIII secolo                                           | Bagni Pervalle 46°43′53.68″N 12°00′15.35″E             | Costruita verso il 1720 con tutto lo stabilimento termale. |
|          |         | Cappella Preindler                  | XVII secolo                                            | Valdaora di Sotto 46°46′04.21″N 12°01′11.31″E          | Piccola cappella seicentesca affrescata. |
|          |         |                                     | XVIII secolo                                           | Valdaora di Sopra 46°45′29.24″N 12°02′41.38″E          | Cappella cimiteriale settecentesca. |
|          |         |                                     | XVIII secolo                                           | Tra Sorafurcia e Casola 46°45′02.74″N 12°00′15.18″E    | Cappella settecentesca presso il maso Innermitter. |
|          |         |                                     |                                                        | Località Goste 46°45′51.5″N 12°03′15.05″E              | Cappella presso il maso Kofler. |
|          |         |                                     | XVIII secolo                                           | Tra Sorafurcia e Casola 46°45′09.79″N 12°00′06.93″E    | Cappella settecentesca presso la residenza Oberhof. |

## Comune di Valle Aurina
| Esterno  | Interno | Nome                                | Periodo storico                                       | Ubicazione                                                             | Informazioni |
| -------- | ------- | ----------------------------------- | ----------------------------------------------------- | ---------------------------------------------------------------------- | --- |
|          |         | Chiesa di San Giacomo               | Fondata XV secolo, edificio odierno XVI secolo        | San Giacomo 47°00′34.03″N 12°00′44.54″E                                | Parrocchiale. Chiesa tardogotica cinquecentesca, sorta al posto di una cappella quattrocentesca. Nel 1760 venne allungata di una campata nel 1760 e vennero modificate le arcate, riportate alle forme originarie nel 1853. |
|          |         | Chiesa di San Giacomo               | Fondata XIV secolo, edificio odierno XV-XX secolo     | Riobianco 46°56′59.27″N 11°52′34.95″E                                  | Parrocchiale. Fondata nel 1336 e documentata dal 1434, venne riedificata nel 1479 (consacrazione l'anno seguente), e ampliata nel 1957-59 con l'aggiunta di un corpo di fabbrica ottagonale sul fianco occidentale. |
|          |         | Chiesa di San Giovanni Battista     | Fondata XIII secolo, edificio odierno XVIII secolo    | San Giovanni 46°58′48.03″N 11°56′24.71″E                               | Parrocchiale. Già nel 1250 è la chiesa di San Giovanni è documentata come matrice per tutta la valle, ma si trovava nel paese di San Martino; distrutta da una frana causata dal rio Torbo nel 1342, venne riedificata in posizione diversa, ma anche questa seconda chiesa venne demolita quando sorse l'attuale parrocchiale (che sorge in un altro sito ancora), edificata nel 1783-85 e consacrata nel 1788 da Joseph von Spaur. È cointitolata a san Giovanni Battista e san Giovanni evangelista. |
|          |         | Chiesa di Santa Maria Ausiliatrice  | XX secolo                                             | Cadipietra 46°59′45.45″N 11°58′52.28″E                                 | Parrocchiale. Costruita nel 1992-93 per sostituire la vecchia parrocchiale di Santa Maria di Loreto, divenuta troppo piccola per contenere la popolazione. |
|          |         | Chiesa di Santa Maria di Loreto     | XVII secolo                                           | Cadipietra 46°59′43.34″N 11°58′51.3″E                                  | Vecchia parrocchiale di Cadipietra, fondata dalla direzione della locale miniera di rame nel 1649; essa venne ricostruita e consacrata nel 1704. |
|          |         | Chiesa di San Martino               | XVI secolo                                            | San Martino 46°58′28.85″N 11°55′54.84″E                                | Costruita nel 1502-1503 sul sito dove sorgeva la prima chiesa matrice di San Giovanni, distrutta da una frana; chiusa per le disposizioni giuseppine nel 1783, venne riaperta al culto nel 1847 e riconsacrata nel 1968. |
|          |         | Chiesa di San Pietro                | Fondata XII-XIII secolo, edificio odierno XVII secolo | San Pietro 47°01′22.47″N 12°03′28.27″E                                 | Parrocchiale. Una chiesa romanica sul sito sorse forse nel XII-XIII secolo, sostituita poi da una gotica quattrocentesca; di questa ci rimane solo il campanile, dopo che il resto dell'edificio venne ricostruito intorno al 1600. |
|          |         | Chiesa di San Sebastiano            | XV secolo                                             | Lutago 46°56′57.76″N 11°55′06.64″E                                     | Parrocchiale. Costruita verso il 1445 e consacrata nel 1495-96, venne rinnovata in stile neogotico nel 1895, con il successivo allungamento della navata di una campata. |
| Cappelle |         |                                     |                                                       |                                                                        | |
|          |         | Cappella di Sant'Antonio            | XX secolo                                             | A sudovest di San Pietro 47°01′12.14″N 12°02′52.73″E                   | Cappella presso il maso Höcher, edificata nel 1919 e restaurata nel 1950 e nel 1982. |
|          |         | Cappella di San Giovanni Nepomuceno | XVIII secolo                                          | Costa Molini 46°59′27.04″N 11°57′46.22″E                               | Cappella posta presso la residenza Mühleck, costruita nel 1734-35 e consacrata nel 1743. |
|          |         | Cappella della Madonna              |                                                       | Presso la località Gisse 46°58′01.1″N 11°55′42.02″E                    | Cappella del maso Großarzbach. |
|          |         | Cappella della Madonna              |                                                       | A est della località Gisse 46°57′56.16″N 11°56′00.63″E                 | Cappella del maso Oberarzbacher. |
|          |         | Cappella della Madonna              |                                                       | San Giovanni 46°58′49.09″N 11°56′45.44″E                               | Posta sul luogo dove sorgeva la primitiva chiesa parrocchiale. |
|          |         | Cappella della Madonna Addolorata   | XIX secolo                                            | A nordest di San Giovanni 46°59′07.86″N 11°57′09.46″E                  | Cappella neogotica ottocentesca del maso Bachmair. |
|          |         | Cappella della Madonna del Soccorso |                                                       | Località Oberstein 46°57′05.25″N 11°55′58.27″E                         | Cappella del maso Oberstein. |
|          |         | Cappella della Madonna del Soccorso | XIX secolo                                            | San Martino 46°58′32.02″N 11°56′04.55″E                                | Edificata nel 1860. |
|          |         |                                     |                                                       | A ovest di Rio Bianco 46°56′45.23″N 11°51′26.31″E                      | Cappella del maso Feichter. |
|          |         |                                     |                                                       | A nordest di Lutago 46°57′35.6″N 11°56′06.3″E                          | Cappella del maso Feichter. |
|          |         |                                     |                                                       | A sud di San Giovanni 46°58′21.98″N 11°56′37.87″E                      | Cappella del maso Gairegger. |
|          |         |                                     |                                                       | A nordest di San Giacomo 47°01′12.64″N 12°01′21.17″E                   | Cappella del maso Hittler. |
|          |         |                                     | XVIII secolo                                          | A nordest di San Giacomo 46°59′36.99″N 11°56′56.85″E                   | Cappella del maso Hochlercher, costruita nel 1747; nell'abside è affrescata la santa Trinità. |
|          |         |                                     | XIX secolo                                            | A ovest di Cadipietra 46°59′39.06″N 11°57′56.35″E                      | Cappella presso il maso Mentler, edificata nel 1895. |
|          |         |                                     |                                                       | A nordest di Cadipietra 47°00′04.76″N 11°59′31.47″E                    | Cappella di pertinenza del maso Moser. |
|          |         |                                     | XVIII secolo                                          | A nordest di Lutago 46°57′18.13″N 11°55′54.87″E                        | Cappella settecentesca presso il maso Niederstein; il campaniletto in legno venne aggiunto nel 1948. |
|          |         |                                     |                                                       | A nord di Lutago 46°57′32.79″N 11°55′17.67″E                           | Cappella dell'antica locanda Oberbrugger. |
|          |         |                                     | XIX secolo                                            | A sud di San Giovanni 46°58′12.9″N 11°56′24.3″E                        | Cappella del maso Oberhof, del 1855. |
|          |         |                                     | XVIII secolo                                          | Tra Riobianco e Lutago 46°57′14.62″N 11°54′03.77″E                     | Cappella del maso Oberschöllberger, risalente al 1750. |
|          |         |                                     | XIX secolo                                            | A nord di San Giovanni 46°59′05.84″N 11°56′10.13″E                     | Cappella di pertinenza del maso Obwegis, costruita nel 1891. |
|          |         |                                     |                                                       | A sud di San Giovanni 46°58′12.89″N 11°56′18.68″E                      | Cappella in legno del maso Pichl. |
|          |         |                                     |                                                       | A ovest della località Gisse 46°57′55.48″N 11°54′56.53″E               | Cappella posta presso il maso Pitschiler. |
|          |         |                                     | XVIII secolo                                          | Località isolata a nordest di San Giovanni 46°59′27.05″N 11°57′02.41″E | Cappella di pertinenza del maso Platter, costruita nel 1793 affrescata nel 1809. |
|          |         |                                     |                                                       | A sud di San Giovanni 46°58′01.09″N 11°56′39.93″E                      | Cappella del maso Sandbichl. |
|          |         |                                     | XIX secolo                                            | A sudest di Cadipietra 46°59′16.93″N 11°59′58.28″E                     | Cappella lignea del maso Schwaiger, risalente al 1803. |
|          |         |                                     | XX secolo                                             | A ovest di Cadipietra 46°59′48.05″N 11°57′29.95″E                      | Cappella del maso Unterfranken, eretta nel 1912 da Daniel e Walburg Ausserhofer. |
|          |         |                                     |                                                       | A ovest di Cadipietra 46°59′41.74″N 11°57′38.98″E                      | Cappella del maso Vilegg. |
|          |         |                                     | XVIII secolo                                          | Tra Cadipietra e San Giacomo 47°00′19.92″N 11°59′46.74″E               | Cappella del maso Voppichl, costruita nel 1798 da un tal Mathias Innerbichler, tornato illeso da una battuta di caccia dove si era trovato in pericolo. |
|          |         |                                     |                                                       | Località In der Marche 47°01′04.53″N 12°02′09.29″E                     | Cappella presso il maso Walcher. |

## Comune di Valle di Casies
| Esterno  | Interno | Nome                                                                    | Periodo storico                                       | Ubicazione                                                             | Informazioni |
| -------- | ------- | ----------------------------------------------------------------------- | ----------------------------------------------------- | ---------------------------------------------------------------------- | --- |
|          |         | Chiesa di Santa Maddalena                                               | Documentata XIV secolo, edificio odierno XV-XX secolo | Santa Maddalena 46°50′04.62″N 12°14′20.41″E                            | Parrocchiale. Una cappella era sicuramente presente prima del 1347, e venne sostituita da una chiesa tardogotica consacrata nel 1488. La navata venne allungata di una campata nel 1840, e altre due nel 1952, rifacendo in quell'occasione anche la facciata e le volte, con l'aggiunta dei costoloni nel 1960. |
|          |         | Chiesa di San Martino                                                   | Documentata XV secolo, edificio odierno XVIII secolo  | San Martino 46°48′43.12″N 12°13′42.58″E                                | Parrocchiale. Campanile e abside sono risalenti a una chiesa gotica documentata nel 1424, mentre la navata è barocca, del 1777-78 (consacrazione 1782 celebrata da Joseph von Spaur). Nel 1906 venne affrescata in stile nazareno.                                                                               |
|          |         | Chiesa di San Nicolò                                                    | Citata XIV secolo, edificio odierno XIX secolo        | Colle 46°46′34.28″N 12°10′57.33″E                                      | Parrocchiale. Citata nel 1334, venne probabilmente rimaneggiata in stile tardogotico entro il 1472, quando è documentata una consacrazione. Di queste struttura resta il campanile, mentre la chiesa è una ricostruzione neogotica del 1879, poi allungata di una campata e rinnovata nel 1963.                  |
| Cappelle |         |                                                                         |                                                       |                                                                        | |
|          |         | Cappella dell'Addolorata, o cappella Angerer                            |                                                       | Santa Maddalena 46°50′00.15″N 12°14′16.96″E                            | |
|          |         | Cappella di Sant'Anna, o cappella Mooswalder                            | XVIII-XIX secolo                                      | Località isolata a nord di Santa Maddalena 46°50′53.28″N 12°15′04.62″E | Cappella tardobarocca; gli affreschi sono stati rinnovati nel 1873. |
|          |         | Cappella di Sant'Antonio, o cappella Keiler                             | XVII secolo                                           | Località Binter 46°50′24.63″N 12°14′57.29″E                            | Cappella seicentesca posta presso la residenza Keil, un tempo frequente punto di partenza per pellegrinaggi. |
|          |         | Cappella (o chiesa) di San Floriano                                     | XVII secolo                                           | Planca di Sotto 46°46′18.66″N 12°11′37.68″E                            | Chiesetta seicentesca, affrescata nel 1912. |
|          |         | Cappella di Lourdes                                                     | XX secolo                                             | Località Masi/Henzing 46°46′15.25″N 12°10′11.71″E                      | Cappella storicista costruita nel 1900. |
|          |         | Cappella di Lourdes                                                     | XIX secolo                                            | Prateria/Preindl 46°48′15.81″N 12°13′07.84″E                           | Cappella ottocentesca del maso Mudler. |
|          |         | Cappella (o chiesa) di Maria Ausiliatrice, o della Madonna del Soccorso | Documentata XIII secolo, edificio odierno XVII secolo | Durna di Selva 46°46′04.65″N 12°10′46.16″E                             | Una prima chiesetta romanica sul posto sorgeva già probabilmente nel 1200; la struttura attuale è però interamente risalente al 1685 (consacrazione 1690). |
|          |         | Cappella dei Quattordici Santi Ausiliatori                              | XIX secolo                                            | Planca di Sopra 46°47′31.98″N 12°12′26.42″E                            | Cappella tardobaricca, fondata nel 1842 come cappella privata del maso Stacherhof. |
|          |         | Cappella del Sacro Cuore di Gesù                                        | Fondata XIX secolo, edificio odierno XX secolo        | Colle di Dentro 46°46′56.76″N 12°11′53.62″E                            | Eretta in origine nell'Ottocento, andò distrutta da un incendio nel 1925, venendo ricostruita due anni dopo. |
|          |         | Cappella (o chiesa) della Visitazione di Maria, detta Mahrkirchl        | XIX secolo                                            | A sud di San Martino 46°48′32.3″N 12°13′15.77″E                        | Cappella sorta a protezione dalla peste, e poi divenuta di pertinenza del vicino maso Außermahr, da cui il nome di "Mahrkirchl". La struttura attuale è una ricostruzione del 1829-30. |
|          |         |                                                                         |                                                       | Località Ampfertal 46°50′39.19″N 12°14′20.21″E                         | Cappella barocca. |
|          |         |                                                                         | XIX secolo                                            | Santa Maddalena 46°49′59.38″N 12°14′41.67″E                            | Cappella del maso Gatterer, eretta a metà Ottocento. |
|          |         |                                                                         | XVII secolo                                           | Scandole 46°46′40.53″N 12°09′34.12″E                                   | Cappella seicentesca. |
|          |         |                                                                         |                                                       | Tra Tesido e Planca di Sotto 46°45′55.4″N 12°09′40.63″E                | Cappella con grotta di Lourdes, di pertinenza del maso Untersinner. |
|          |         |                                                                         |                                                       | Località Weißberg 46°50′20.79″N 12°14′13.93″E                          | Cappella barocca. |

## Comune di Vandoies
| Esterno  | Interno | Nome                                                | Periodo storico                                     | Ubicazione                                                       | Informazioni |
| -------- | ------- | --------------------------------------------------- | --------------------------------------------------- | ---------------------------------------------------------------- | --- |
|          |         | Chiesa dell'Annunciazione della Beata Vergine Maria | XVIII secolo                                        | Vandoies di Sotto 46°48′54.62″N 11°43′14.43″E                    | Parrocchiale. Costruita nel 1760-63 accanto alla vecchia chiesa; per l'edificio venne preso a modello il duomo di Bressanone, a sua volta eretto da poco. È stata restaurata nel 1940 e nel 1982. |
|          |         | Chiesa di San Martino                               | Citata XI secolo, edificio odierno XIX secolo       | Fundres 46°53′14.09″N 11°42′31.01″E                              | Parrocchiale. Una cappella romanica, documentata nel 1050, venne ricostruita in stile gotico verso il 1397 e poi ancora a fine Quattrocento; la cima del campanile venne rifatta dopo un incendio del 1660, mentre la navata venne riedificata nel 1808-10. |
|          |         | Chiesa di San Nicolò                                | Citata XIV secolo, edificio odierno XV-XX secolo    | Vandoies di Sopra 46°48′47.53″N 11°45′19.2″E                     | Parrocchiale. Di una prima chiesa romanica, citata nel 1300 (come "chiesa bianca"), restano solo le fondamenta; sopra ad esse venne costruita nel corso del Quattrocento l'attuale struttura tardogotica, rimaneggiata in stile barocco nel 1749. Ad essa venne addossato nel 1995-96 un nuovo corpo di fabbrica, che costituisce in sostanza una chiesa a sé stante. |
|          |         | Chiesa di San Tommaso                               | Citata XII secolo, edificio odierno XV-XVIII secolo | Vallarga 46°50′38.75″N 11°43′31.83″E                             | Parrocchiale. Citata nel 1180, venne ampliata e rimaneggiata in stile gotico intorno al 1431; la navata venne poi sostanzialmente ricostruita nel 1777. |
|          |         | Chiesa di Sant'Urbano                               | Fondata XII secolo, edificio odierno XVII secolo    | Vandoies di Sotto 46°48′55.4″N 11°43′13.19″E                     | Vecchia parrocchiale, fondata nel XII secolo e ricostruita nel Trecento; la prima citazione è del 1378 (1178 secondo altre fonti). La struttura venne fortemente rimaneggiata nel Seicento, assumendo l'aspetto attuale. |
| Cappelle |         |                                                     |                                                     |                                                                  | |
|          |         | Cappella del Sacro Cuore                            |                                                     | Località Le Laste 46°52′41.96″N 11°43′12.76″E                    | Cappella di pertinenza del maso Unterweglechen. |
|          |         | Cappella Dorfer                                     |                                                     | A nord di Fundres 46°53′55.06″N 11°42′06.86″E                    | Cappella del maso Dorfer, andato distrutto sotto una valanga nel 1951. |
|          |         | Cappella Egger                                      | XIX secolo                                          | A nord di Fundres 46°54′03.76″N 11°41′55.56″E                    | Cappella in stile nazareno, edificata dopo una slavina del 1890. |
|          |         | Cappella Kammerschin                                | XIX secolo                                          | Località isolata a nord di Vallarga 46°52′18.31″N 11°43′57.86″E  | |
|          |         | Cappelletta Stieger                                 |                                                     | Vandoies di Sopra 46°48′41.26″N 11°45′53.67″E                    | |
|          |         |                                                     |                                                     | Località isolata a ovest di Vallarga 46°50′42.62″N 11°42′25.35″E | Cappella di pertinenza del maso Kofler. |
|          |         |                                                     | XVII secolo                                         | Serga di Sotto 46°49′22.99″N 11°42′30.83″E                       | Cappella seicentesca presso il maso Stöcklhuber. |
|          |         |                                                     | XVIII secolo                                        | Tra Vallarga e Fundres 46°52′23.96″N 11°43′13.59″E               | Cappella del maso Untersteiner, edificata in epoca barocca e poi ingrandita. |

## Comune di Villabassa
| Esterno  | Interno | Nome                                                       | Periodo storico                                   | Ubicazione                                            | Informazioni |
| -------- | ------- | ---------------------------------------------------------- | ------------------------------------------------- | ----------------------------------------------------- | --- |
|          |         | Chiesa di Santa Maria Maddalena                            | Citata XIII secolo, edificio odierno XV secolo    | Località Moso 46°44′33.97″N 12°09′19.56″E             | Citata per la prima volta nel 1271; la chiesa attuale venne costruita da Sigmund von Stegen nel 1491-92. |
|          |         | Chiesa di Santo Stefano                                    | Fondata XII secolo, edificio odierno XVIII secolo | Villabassa 46°44′22.16″N 12°10′11.03″E                | Parrocchiale. Una prima chiesa sul posto, romanica, sorse probabilmente nel tardo XII secolo, poi dotata di coro con campanile nel 1342 e ulteriormente ampliata in forme gotiche entro il 1441. L'edificio attuale è una ricostruzione completa risalente al 1791-99 su progetto di Johann Franz von Pernwerth; il campanile venne completato nel 1803.                                                                |
|          |         | Chiesa della Santissima Trinità                            | Fondata XV secolo, edificio odierno XVII secolo   | Villabassa 46°44′18.27″N 12°10′08.04″E                | Una prima cappella gotica venne costruita assieme all'annesso ospedale nel 1456, per volontà di tal Christina Kräutl in memoria del marito (il quale, colpevole di omicidio, era stato condannato tra l'altro a fare due pellegrinaggi tra Roma ed Einsiedeln, e finì per morire a causa delle fatiche del viaggio). Venne ampliata nel 1650 circa (consacrazione 1655) conservando il coro della struttura originaria. |
| Cappelle |         |                                                            |                                                   |                                                       | |
|          |         | Cappella di Sant'Anna, o chiesa delle Sante Anna e Barbara | XVI secolo                                        | Villabassa 46°44′22.17″N 12°10′11.05″E                | Cappella cimiteriale a due piani cinquecentesca, forse sorta al posto di una precedente struttura romanica. |
|          |         | Cappella dei Santi Floriano e Sebastiano                   | XVIII secolo                                      | A nord di Villabassa 46°44′48.77″N 12°10′06.53″E      | Cappella settecentesca presso il maso Obersinner. |
|          |         | Cappella (o chiesa) di San Giovanni Nepomuceno             | XVIII secolo                                      | Bagni Pian di Maia 46°43′40.59″N 12°11′11.41″E        | Una prima cappella intitolata a san Francesco è citata nel 1712. L'attuale venne costruita nel 1732 e consacrata tre anni dopo, con l'aggiunta del campaniletto nel 1841. |
|          |         | Cappella Gruber                                            | XVIII secolo                                      | Montecosta 46°45′04.28″N 12°08′04.33″E                | Costruita intorno al 1760. |
|          |         |                                                            | XVIII secolo                                      | A nordovest di Villabassa 46°44′59.71″N 12°09′01.01″E | Cappella presso il maso Thaler, edificata nel 1768. |
|          |         |                                                            | Fondata entro il XIX secolo                       | Montecosta 46°44′48.61″N 12°08′27.54″E                | Affrescata nel 1832. |